# Storia dei New England Patriots

Il logo dei Patriots.

I New England Patriots sono un club di football americano professionistico nato nel 1959 con base a Boston, Massachusetts, USA. Questa voce approfondisce la storia della franchigia dalla fondazione ad oggi.

## Origini
Boston aveva avuto in precedenza diverse squadre nella National Football League. I primi furono i Boston Bulldogs, che durarono una sola stagione (1929). Seguirono i Boston Braves/Redskins, dal 1932 al 1936. Essi giocarono prima al Braves Field e poi a Fenway Park. La squadra non ebbe molto successo, anche se nella sua ultima stagione raggiunse la finale del campionato NFL, dopo di che si spostò a Washington a partire dalla stagione 1937. I Boston Yanks giocarono dal 1944 al 1948 prima di trasferirsi a New York e diventare i New York Yanks.
Nel 1960 nacque una nuova lega professionistica di football, la American Football League, che intendeva contrapporsi al dominio della NFL. Tra i suoi membri fondatori vi fu l'uomo d'affari di Boston Billy Sullivan che fu premiato con i diritti sulla ottava e ultima franchigia della lega, il 16 novembre 1959. L'inverno successivo, i tifosi furono invitati a proporre le loro idee per il nome della nuova squadra. La scelta più popolare, e una di quelle dello stesso Sullivan, fu "Boston Patriots" (riflettendo il ruolo di Boston nei primi anni della storia americana). Poco dopo, l'artista Phil Bissell disegnò il logo soprannominato "Pat Patriot".

## 1960-69: anni nella AFL
Il 30 luglio 1960, i Boston Patriots sconfissero i Buffalo Bills nella prima gara di pre-stagione della AFL. I Boston Patriots presero parte alla prima gara della storia della American Football League, contro i Denver Broncos il 9 settembre 1960. Anche se la squadra fece solo due apparizioni nei playoff della AFL, ebbe numerose stelle. Nel 1963 undici giocatori dei Patriots furono convocati per l'All-Star Game, inclusi Gino Cappelletti, Nick Buoniconti e Babe Parilli. Quell'anno i Patriots raggiunsero la finale di campionato per la prima volta, ma furono sconfitti dai San Diego Chargers 51–10. Il linebacker Tom Addison, uno dei Patriots originali e primo giocatore della squadra ad essere convocato per l'All-Star Game, fondò l'associazione dei giocatori della AFL a metà degli anni sessanta. Nel finale del decennio, il fullback Jim Nance divenne l'arma offensiva dei Patriots, guadagnando 1.458 yard nel 1966 e 1.216 nel 1967, quando venne nominato MVP della AFL.

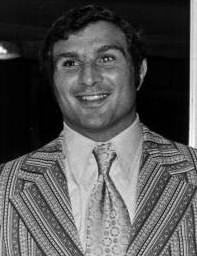
L'Hall of Famer Nick Buoniconti giocò coi Patriots dal 1962 al 1968.

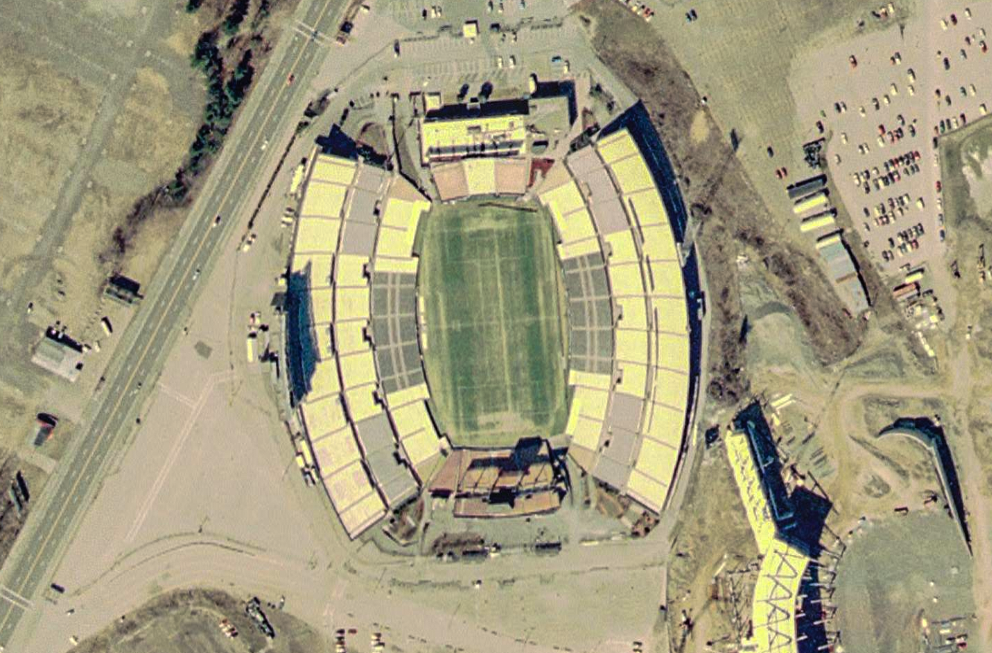
Il Foxboro Stadium fu la casa dei Patriots per trent'anni.

Dopo essere rimbalzati tra quattro differenti stadi nell'area di Boston, nel 1971 i Patriots si spostarono nel nuovo stadio nella periferia di Foxborough, su un terreno ottenuto dalla Bay State Raceway. La squadra fu rinominata New England Patriots nel marzo 1971, per riflettere la sua nuova collocazione a metà strada tra Providence e Boston, oltre al desiderio di imporsi come la franchigia della NFL nel territorio del New England (questo influenzò anche il nome della squadra di hockey dei New England Whalers quando iniziarono a giocare nel 1972, etichettando sé stessi come la squadra del New England, come avevano fatto i Patriots). La scelta originaria, Bay State Patriots, fu rigettata dalla NFL. Lo stadio, che sarebbe stato conosciuto come Schaefer Stadium, fu costruito al costo di 7,1 milioni di dollari in soli 325 giorni. Fu uno dei primi stadi a cedere il proprio nome a un'azienda, la Schaefer Brewing Company, che pagò 150.000 dollari per i diritti sul nome. Inoltre, la città di Foxborough fu una delle prime a mettere una sovrattassa su ogni biglietto venduto.
Il primo evento tenuto al nuovo Schaefer Stadium fu una gara di pre-stagione contro i New York Giants il 15 agosto 1971. In un segno dei tempi a venire, nei giorni che precedevano la partita, ci furono grossi dubbi sull'impianto idraulico della struttura. Per assicurarne un corretto funzionamento, fu condotta una prova facendo scaricare tutti i water nello stesso momento, per assicurare la tenuta anche durante gli usi più intensi.
Sul campo nel 1971 ci fu un nuovo quarterback, il vincitore dell'Heisman Trophy Jim Plunkett. Plunkett, proveniente dalla Stanford University, fu la prima scelta assoluta del Draft NFL 1971, che i Patriots avevano ricevuto per aver terminato col peggior record della lega nel 1970. La squadra firmò anche come free agent Randy Vataha, che era stato uno dei bersagli preferiti di Plunkett a Stanford.

## 1973–78: L'era Fairbanks
I Patriots continuarono ad avere difficoltà dopo essersi trasferiti allo Schaefer Stadium, cambiando tre allenatori in quattro anni a partire alla fusione tra AFL e NFL del 1970. Tra le note positive fu l'arrivo dell'offensive guard John Hannah nel Draft NFL 1973. Hannah fu l'ancora della offensive line dei Patriots nelle successive tredici stagioni, diventando il primo giocatore della storia della squadra ad essere indotto nella Pro Football Hall of Fame. Quel draft portò anche il running back Sam Cunningham, il leader di tutti i tempi della franchigia per yard corse, e il wide receiver Darryl Stingley.
Nel 1973, la squadra assunse Chuck Fairbanks, che veniva dai successi come allenatore della University of Oklahoma, come capo-allenatore. I Patriots mostrarono dei marcati miglioramenti nella prima stagione di Fairbanks nel 1974 terminando con un bilancio di 7–7. Con gli infortuni di Plunkett nel 1975 la squadra regredì a un record di 3-11. Dopo quella stagione, Plunkett fu scambiato coi San Francisco 49ers e finì col vincere due Super Bowl con gli Oakland Raiders.
Le scelte del draft acquisite dallo scambio di Plunkett furono utilizzate per selezionare i defensive back Mike Haynes e Tim Fox, che contribuirono a far terminare la squadra con la sua prima stagione con un saldo di vittorie positivo dall'approdo nella NFL. Il quarterback al secondo anno Steve Grogan, che aveva giocato per gran parte del 1975 a causa degli infortuni di Plunkett, divenne il titolare della squadra nel 1976. I Patriots terminarono con un record di 11-3, il loro migliore della storia fino a quel momento, tornando per la prima volta ai playoff dal 1963.
Gli avversari del primo turno erano gli Oakland Raiders, la cui unica sconfitta nella stagione regolare era venuta per mano di New England, 48-17. Nel finale di gara, i Patriots erano in vantaggio sui Raiders 21–17. Su una critica situazione di terzo down nel quarto periodo, il defensive tackle dei Patriots Ray "Sugar Bear" Hamilton sembrò aver messo a segno un sack decisivo sul quarterback di Oakland Ken Stabler, il quale avrebbe portato i Raiders su una situazione di quarto down e al possibile termine della loro stagione. Tuttavia, l'arbitro Ben Dreith chiamò una penalità nei confronti di Hamilton, annullando il sack e dando ai Raiders un automatico primo down nella profondità del territorio di New England. I replay mostrarono che non ci fu alcun contatto irregolare, come lo stesso Stabler avrebbe poi ammesso nelle interviste successive. Quella chiamata arbitrale fu fatale per i Patriots, con Stabler che segnò un touchdown su corsa a meno di un minuto al termine, dando la vittoria ai Raiders per 24–21. In parte a causa di quella controversia, la lega non mandò più Dreith ad arbitrare i Patriots.
La stagione 1977 fu deludente per i Patriots, anche a causa degli scioperi degli offensive linemen John Hannah e Leon Gray. La squadra terminò con un record di 9-5 ma non riuscì a vincere la AFC East per una partita, rimanendo fuori dai playoff.
In una gara di pre-stagione del 1978 contro i Raiders, il wide receiver Darryl Stingley rimase paralizzato a causa di un infortunio al collo dopo un placcaggio subito da Jack Tatum di Oakland. Tatum, che scrisse un libro intitolato "They Call Me Assassin" (Mi chiamano assassino), non si scusò mai per quel colpo. Malgrado la devastante perdita, i Patriots terminarono con un record di 11–5 vincendo il loro primo titolo di division nella NFL. Tuttavia, poche ore dopo il termine della stagione regolare, coach Chuck Fairbanks sorprese molti annunciando che sarebbe diventato il capo-allenatore della University of Colorado. Il proprietario Billy Sullivan immediatamente sospese Fairbanks, mentre il coordinatore offensivo Ron Erhardt e coordinatore difensivo Hank Bullough furono lasciati ad occuparsi della squadra. Fairbanks tornò ad allenare nei playoff ma la squadra perse nel divisional round per 31-14 contro gli Houston Oilers, in quella che fu la prima gara di playoff dei Patriots allo Schaefer Stadium.

## 1979-84: cambiamenti di allenatore
Nelle due stagioni successive, i Patriots pagarono dei pessimi finali di stagione che negarono loro l'accesso ai playoff. Nel 1979, dopo aver iniziato con un record di 7-3, la squadra perse quattro delle ultime sei gare, incluse tre contro avversari della propria division terminando con un record di 9-7 e fuori dai playoff. Nel 1980, con la stella Sam Cunningham che scioperò per tutta la stagione, i Patriots iniziarono con un record di 6-1 ma terminarono 10–6, ancora fuori dai playoff. I Patriots continuarono la loro discesa nel 1981, terminando 2–14, comprese due sconfitte coi Baltimore Colts, che furono le uniche due vittorie dei Colts quell'anno.
Dopo la stagione 1981, Erhardt fu licenziato venendo sostituito da Ron Meyer, ex capo-allenatore della Southern Methodist University. I Patriots ebbero la prima scelta assoluta nel Draft NFL 1982 con cui scelsero Kenneth Sims, un defensive end dalla University of Texas at Austin, che si rivelò largamente una delusione durante le sue sette stagioni con la squadra.
Nella stagione accorciata per sciopero del 1982, il punto più alto dell'annata dei Patriots fu nella cosiddetta "Snow Plow Game", una controversa vittoria per 3-0 nel finale di stagione sui Miami Dolphins. La controversia giunse al quarto periodo, quando i Patriots si stavano preparando per calciare un field goal. Mark Henderson, un condannato in libertà per lavoro, utilizzò uno spazzaneve John Deere con una spazzatrice rotante per pulire il terreno nella zona del calcio, favorendo i Patriots. Il kicker John Smith segnò il field goal dalla distanza di 33 yard, in quelli che furono gli unici punti segnati nella partita. Quella vittoria contribuì a far raggiungere ai Patriots i playoff, ma furono eliminati facilmente nel primo turno dai Dolphins che si presero la rivincita.
Nel 1983, il quarterback Tony Eason fu il primo dei quattro quarterback scelti nel primo giro. Eason giocò sporadicamente nel 1983, ma divenne il titolare nel 1984. Nel frattempo, la squadra continuò a mancare nei finali di stagione. New England perse alcune delle ultime gare chiave e rimase fuori dai playoff con un record di 8–8. Quell'anno scaddero i diritti del nome dello stadio con la Schaefer e Sullivan rinominò la stadio Sullivan Stadium.
I Patriots, in possesso della prima scelta assoluta del Draft NFL 1984, scelsero Irving Fryar, un wide receiver dall'Università del Nebraska-Lincoln. Con Tony Eason come quarterback titolare, i Patriots iniziarono con un record di 5-2. Tuttavia, dopo un paio di sconfitte, i Patriots licenziarono il capo-allenatore Ron Meyer e lo sostituirono con l'ex ricevitore dei Baltimore Colts Raymond Berry. I giocatori inizialmente risposero bene al cambiamento, vincendo tre delle prime quattro gare sotto la direzione di Berry. Nel mese di dicembre persero però tre gare consecutive e con un bilancio di 9–7 rimasero ancora fuori dalla post-season.

## 1985: prima apparizione al Super Bowl

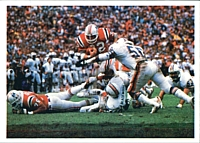
Una corsa di Craig James contro i Dolphins nella finale della AFC 1985

Dopo aver faticato all'inizio della stagione 1985, il nuovo allenatore Raymond Berry sostituì Eason con Grogan. Grogan però si ruppe una gamba nel finale di stagione e Eason tornò titolare. New England vinse sei gare consecutive e terminò con un record di 11–5, centrando una wild card per i playoff. Durante la stagione, i wide receiver Stanley Morgan e Irving Fryar, il tight end Lin Dawson e il running back Craig James guidarono tutti i Patriots in touchdown. Nel turno delle wild card, i Patriots batterono i New York Jets 26-14 nella loro prima vittoria nei playoff dal 1963. In quella gara, Morgan ricevette un passaggio da touchdown da Eason e il defensive back Ronnie Lippett ritornò un fumble in touchdown sigillando la vittoria. Nel divisional round contro i Los Angeles Raiders, i Patriots forzarono sei palloni persi degli avversari, vincendo 27-20, vendicandosi parzialmente della sconfitta nel 1976. Dopo la vittoria nei primi due, nella finale della AFC New England si trovò di fronte ai Miami Dolphins. I Patriots venivano da 20 sconfitte consecutive a Miami all'epoca, ma vinsero quella partita dominando i Dolphins in difesa e concludendo con un punteggio di 31-14. Eason lanciò touchdown per il running back Tony Collins e il tight end Derrick Ramsey all'inizio della partita. Successivamente, un touchdown di Mosi Tatupu fece prendere il largo a New England, che si laureò campione della conference. Questo portò a sorpresa i Patriots a qualificarsi per il Super Bowl XX, che li avrebbe visti opposti ai Chicago Bears.

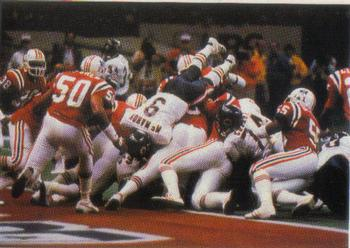
La difesa dei Patriots contro i Bears nel Super Bowl XX

Sfortunatamente per i Patriots, la squadra si trovò coinvolta in una faccenda bizzarra prima del Super Bowl. Prima della finale della AFC, Irving Fryar si era tagliato due dita con un coltello da cucina, richiedendo che fossero bloccate con una fasciatura rigida. Quello che a prima vista si rivelò uno strano incidente domestico, in seguito, dopo la vittoria del titolo di conference, si rivelò per quello che fu in realtà: la moglie di Fryar, Jacqueline, lo aveva tagliato in un incidente domestico dopo che Fryar l'aveva sbattuta a terra. Fu una delle distrazioni che contribuì a non far terminare il Super Bowl come sperato da New England.
Nel Super Bowl, anche se i Bears non avevano subito alcun punto durante i playoff, i Patriots si portarono subito in vantaggio per 3-0 dopo un fumble di Walter Payton nel primo quarto, la cui azione terminò con un field goal segnato da Tony Franklin. L'azione di apertura fu segnata anche dall'infortunio di Dawson, che fu costretto ad abbandonare la contesa con una gamba rotta. I Bears segnarono i successivi 46 punti, compreso un touchdown del defensive lineman rookie William "The Refrigerator" Perry. I Patriots segnarono un inutile touchdown (un passaggio da 8 yard per Fryar da Grogan), col punteggio finale che fu di 46–10, il maggior differenziale di punti nella storia del Super Bowl all'epoca.

## 1986-92: cambi di proprietà e difficoltà
John Hannah, generalmente considerato una delle migliori guardie della storia del football, si ritirò dopo l'esperienza al Super Bowl dei Patriots. Inoltre, un giorno dopo la gara, il giornalista sportivo del Boston Globe Ron Borges scrisse un articolo che accusava sei giocatori dei Patriots, inclusi Fryar, il cornerback Raymond Clayborn, la safety Roland James e il running back Tony Collins di essere consumatori di marijuana. Successivamente, indagini scoprirono che Fryar era coinvolto in un giro di scommesse sulle gare della NFL.
Nel 1986, i Patriots rinforzarono il loro gioco sui passaggi, guidato da Eason e dalla stella Stanley Morgan, che ricevette quasi 1.500 yard. Malgrado avesse statisticamente il peggior attacco della lega, New England vinse la AFC East con un record di 11–5, viaggiando fino a Denver per affrontare i Broncos nei divisional playoff. Un passaggio da touchdown nel finale di gara da John Elway a Vance Johnson fece vincere la gara a Denver, che seguì a New England come vincitrice della AFC. Quella rimase l'ultima apparizione della squadra ai playoff per i successivi otto anni.
Il prodotto locale Doug Flutie (da Natick, Massachusetts), che aveva vinto l'Heisman Trophy col Boston College nel 1984, acquisito dai Patriots durante lo sciopero dei giocatori del 1987 attraversò la linea del picchetto per giocare la sua prima gara coi Patriots, l'ultima delle tre disputate dai giocatori di riserva nella stagione del 1987. Anche molti difensori di New England conclusero lo sciopero in anticipo. Nel finale di stagione, gli infortuni tennero però i Patriots fuori dai playoff, terminando con un record di 8–7. Nel 1988 Flutie disputò cinque partite, prima di essere sostituito da Eason, dopo che di che si alternarono come quarterback titolare dei Patriots. Anche se i Patriots ebbero qualche successo con questo modulo atipico, terminando con un record di 9–7, rimasero per poco fuori dai playoff.
Durante questo periodo, la famiglia Sullivan, proprietaria dei Patriots fin dalla loro fondazione, perse milioni di dollari a causa di investimenti sbagliati. Non erano mai stati tra i proprietari più ricchi della NFL e questi investimenti ebbero un considerevole impatto negativo sulla famiglia e sui Patriots. Affrontando la possibilità della bancarotta, Billy Sullivan chiese alla NFL la possibilità di vendere il 50% delle quote della squadra pubblicamente. La NFL rifiutò e i Sullivan furono costretti a vendere la squadra al magnate della Remington Products Victor Kiam nel 1988 per 84 milioni di dollari, anche se Billy Sullivan rimase il presidente della squadra fino al 1992. Il Sullivan Stadium, tuttavia, scivolò nella bancarotta e fu acquistato dal magnate della carta di Boston Robert K. Kraft, uno sviluppo la cui importanza non venne pienamente compresa finché i Sullivan non uscirono di scena.
Anche se i Patriots ebbero una stagione rispettabile nel 1988, mancando i playoff per una sola gara, quella del 1989 fu disastrosa. Tre dei migliori difensori della squadra (Andre Tippett, Garin Veris e Ronnie Lippett) si infortunarono nella stessa gara di pre-stagione. Né Eason, né Flutie o Grogan emersero come quarterback titolari, ruotando tutti nel corso della stagione. Eason fu scambiato nel corso della stagione, lasciando Flutie e Grogan a lottare per il posto da titolare. New England terminò con un bilancio di 5–11.
A fine anno, Flutie si spostò nella Canadian Football League, mentre il general manager Dick Steinberg lasciò la squadra per occupare lo stesso ruolo nei New York Jets. Berry fu licenziato e sostituito col coordinatore difensivo dei Pittsburgh Steelers Rod Rust per il 1990.
Sotto la gestione Rust, i Patriots terminarono col peggior record della storia della franchigia nel 1990, 1–15. Un giorno dopo quella che si sarebbe rivelata l'unica vittoria dell'anno (contro i Colts), i Patriots si trovarono coinvolti in uno scandalo sessuale quando la giornalista del Boston Herald Lisa Olson fu molestata sessualmente e verbalmente da diversi giocatori dei Patriots nello spogliatoio della squadra e fu etichettata come "classic bitch" da Kiam. Dopo un'indagine seguita allo scandalo, il commissioner della NFL Paul Tagliabue multò la squadra di 50.000 dollari e i giocatori Zeke Mowatt, Michael Timpson e Robert Perryman di 12.500, 5.000 e 5.000 dollari rispettivamente.
Per concludere la pessima stagione, l'ultima gara casalinga contro i New York Giants vide una delle minori partecipazioni di pubblico dell'anno e la maggior parte degli spettatori che si presentarono quel giorno erano tifosi dei Giants. La squadra perse quella gara, sbagliando il field goal del pareggio nei secondi finali. Poco dopo, i Patriots fecero piazza pulita della loro dirigenza. Rust fu licenziato e sostituito da Dick MacPherson, un nativo del New England che era stato allenatore della Syracuse University. Sam Jankovich, che stato direttore atletico dell'Università di Miami e aveva fatto risorgere il suo settore atletico (e nello specifico la squadra di football), fu nominato amministratore delegato.
I Patriots mostrarono segni di miglioramento nel 1991. Hugh Millen si guadagnò il posto di quarterback titolare a metà stagione e i Patriots terminarono con un record di 6–10, vincendo a sorpresa contro diverse squadre da playoff, inclusi i Minnesota Vikings e i Buffalo Bills futuri vincitori della AFC. Anche le presenze allo stadio aumentarono.
Malgrado l'ottimismo alla fine della stagione 1992, la squadra fu deludente e terminò con un record di 2–14, portando al siluramento sia di MacPherson che di Jankovich. Voci di un possibile trasferimento a St. Louis, Missouri si intensificarono quando Kiam vendette la squadra all'uomo d'affari di St. Louis James Orthwein, un rampollo della famiglia Busch. Orthwein voleva far tornare il football NFL nella sua città natale di St. Louis e vide nei Patriots il veicolo per farlo accadere.

## 1993-96: l'epoca di Bill Parcells

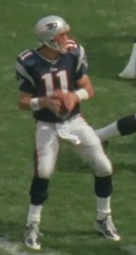
Il quarterback Drew Bledsoe.

### 1993
I Patriots si adoperarono per rifare completamente il volto della squadra nel 1993, in tutti i sensi. Come allenatore assunsero il futuro Hall of Famer Bill Parcells, due volte vincitore del Super Bowl coi Giants. Uno degli allenatori più rispettati della storia del football, Parcells diede immediatamente rispettabilità e credibilità alla franchigia. Gli fu anche data carta bianca nell'assunzione del personale. Furono anche adottati radicali cambiamenti nel logo e nelle uniformi. Il vecchio logo "Pat Patriot", che per molti era simbolo di anni di sconfitte dei Patriots, fu ritirato e sostituito con la testa di un Patriota stilizzata, disegnata in collaborazione con NFL Properties, che molti tifosi soprannominarono "Flying Elvis". Il colore principale della squadra passò da rosso a blu, mentre i caschi da bianchi ad argento.
Con la prima scelta assoluta del Draft NFL 1993, i Patriots selezionarono il quarterback Drew Bledsoe dalla Washington State University. Altre scelte del draft, incluso il linebacker Chris Slade aiutarono immediatamente la squadra. Bledsoe iniziò la stagione come quarterback titolare ma dopo aver perso le prime quattro gare si infortunò e fu sostituito dall'x riserva dei Dolphins Scott Secules, che vinse una delle due sue partite.
La stagione 1993 iniziò con un record di 1-11. Di queste 11 sconfitte, otto furono per sette o meno punti e solo 2 per più di 14 punti, entrambe prima della settimana 4. Nel finale di stagione, le cose iniziarono a migliorare. New England concluse vincendo quattro gare consecutive su Cincinnati, Cleveland, Indianapolis e Miami ai supplementari, una gara che escluse i Dolphins dai playoff.
L'interesse crebbe attorno ai Patriots durante e dopo la stagione 1993, malgrado le prestazioni non eccelse mostrate in campo. La squadra sembrò non aver mai vissuto un momento di tale popolarità, nemmeno nella stagione del Super Bowl raggiunto nel 1985. Malgrado ciò, le voci di un trasferimento a St. Louis proseguirono. Il momento più caldo si raggiunse dopo la stagione '93. Orthwein offrì a Robert Kraft, proprietario dello stadio della squadra dal 1988, 75 milioni di dollari per rompere il contratto, cosa che avrebbe consentito ai Patriots di trasferirsi a St. Louis. Kraft rifiutò, cosa che continuò a legare la squadra a Foxboro. Quando divenne evidente che Kraft non aveva alcuna intenzione di cedere alle pressioni di Orthwein, questi mise la squadra in vendita. Kraft la acquistò per l'allora cifra record nella NFL di 175 milioni di dollari nel 1994, battendo un gruppo di investitori che includeva Paul Newman e Walter Payton (il secondo dei quali aveva contribuito a battere i Patriots nel Super Bowl XX). Il 26 febbraio 1994, il primo giorno da proprietario di Kraft, la squadra vendette 5.958 abbonamenti stagionali, distruggendo il precedente primato giornaliero della squadra di 979. Inoltre, da quando Kraft prese il controllo della franchigia, i Patriots fecero sempre registrare il tutto esaurito, comprese le gare di playoff e quelle di pre-stagione.

### 1994

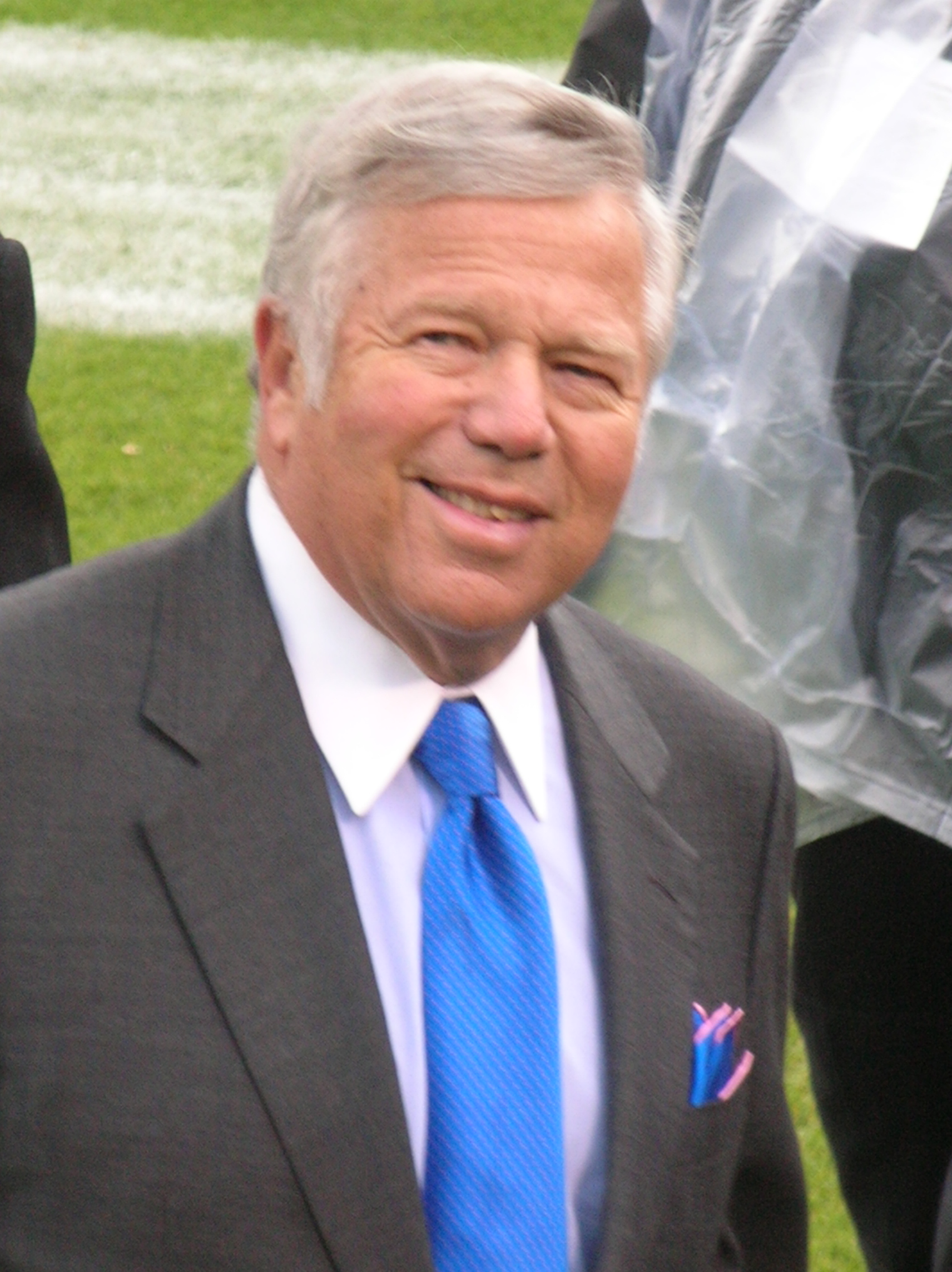
Robert Kraft acquistò i Patriots nel 1994.

A metà della stagione 1994, la squadra dei Patriots appariva scarica. Si trovò su un record di 3–6, venendo da quattro sconfitte consecutive, quando giunse il momento di affrontare i Minnesota Vikings in casa nella settimana 10. Con la stagione in bilico, Drew Bledsoe orchestrò una rimonta nel secondo tempo passando a un attacco di tipo no-huddle. Bledsoe stabilì i record per passaggi tentati e completati in una partita e i Patriots vinsero 26-20 nei supplementari. Questo portò i Patriots winning a vincere tutte le ultime sette gare della stagione, terminando con un record di 10-6 e raggiungendo i playoff come wild card. Nella prima gara di playoff in nove anni, i Patriots furono battuti nel primo giro dai Cleveland Browns 20–13. I Browns, allenati da quello che un tempo era l'assistente di Parcells (e futuro capo-allenatore dei Patriots, Bill Belichick), erano stati l'ultima squadra a battere New England nella stagione regolare.

### 1995
I Patriots scelsero Curtis Martin nel Draft NFL 1995, consegnando alla squadra il suo miglior running back da decenni. Malgrado una vittoria sui Browns di Belichick nella prima gara della stagione e una sensazionale annata del rookie Martin, Bledsoe lottò contro gli infortuni e la squadra fu altamente scostante, terminando con un record di 6–10.
Il 1995 vide anche la prima partecipazione dei Patriots in casa nel Monday Night Football del 1981. Durante l'ultima apparizione casalinga della squadra nel programma, un certo numero di tifosi si dimostrò incontrollabile, con un tasso di arresti fuori dal normale. A causa di questo comportamento, la Città di Foxborough e la NFL rifiutarono di tenere gare il lunedì notte nel New England. (Questo comportamento, capitato anche nelle partite diurne, ha portato i Patriots a vendere solamente bevande a basso contenuto alcolico nel corso di diverse stagioni degli anni ottanta).
Dopo la stagione di successo dei Patriots, tuttavia, Robert Kraft riuscì a intercedere con successo tra la Città di Foxborough e la NFL per riportare i Patriots nel Monday night. La NFL acconsentì alla richiesta di Kraft, programmando una gara per lunedì 23 ottobre contro i Buffalo Bills. I Patriots vinsero la partita, 27–14, e la folla si dimostrò pacifica e ordinata, con solo una manciata di arresti isolati. In segno di ringraziamento, Kraft acquistò un'intera pagina del Boston Globe ringraziando i tifosi per il loro eccellente comportamento e i Patriots da allora ospitarono diverse gare il lunedì sera senza incidenti.

### 1996: seconda apparizione al Super Bowl
Nel Draft NFL 1996, malgrado le obiezioni di Bill Parcells, i Patriots scelsero il wide receiver Terry Glenn nel primo giro. Glenn ebbe quasi lo stesso impatto sul corpo dei ricevitori che Martin ebbe su quello delle corse. In difesa, la safety Lawyer Milloy fu un buon innesto, così come Willie Clay (acquisito dai Detroit Lions) e il cornerback al secondo anno Ty Law. I linebacker Tedy Bruschi e Ted Johnson arrivarono sulla scena per aiutare i veterani Willie McGinest e Slade. Nonostante queste aggiunte, i Patriots ebbero ancora un difficile inizio di stagione. Dopo una sconfitta coi Washington Redskins in casa che fece scendere la squadra a un record di 3–3, i Patriots vinsero le successive quattro gare consecutive e otto nelle ultime dieci, perdendo solo coi Denver Broncos (che avrebbero terminato col secondo miglior record della AFC) e coi Dallas Cowboys campioni in carica, terminando con un bilancio di 11–5, vincendo la division e avendo la possibilità di saltare il primo turno di playoff. I Patriots sconfissero i Pittsburgh Steelers 28–3 nel divisional round, in quella che fu solamente la seconda vittoria in casa nei playoff nella storia della franchigia. La gara si giocò nel mezzo di una fitta nebbia. Nella prima finale della AFC giocata a Foxboro, New England batté i Jacksonville Jaguars 20–6. La squadra si qualificò così per il Super Bowl XXXI contro i Green Bay Packers.
Nei mesi succeduti all'acquisto della squadra da parte di Kraft, la sua relazione con Parcells peggiorò progressivamente. Il conflitto raggiunse il suo apice nei giorni precedenti il Super Bowl, con voci che davano Parcells per partente, accettando una offerta dei New York Jets. Malgrado queste distrazioni, i Patriots mantennero la sfida coi Packers equilibrata per la maggior parte del tempo, portandosi anche brevemente in vantaggio nel corso del secondo periodo. Tuttavia, due lunghi passaggi da touchdown di Brett Favre e un kickoff ritornato in touchdown per 99 yard (record del Super Bowl) da parte dell'MVP Desmond Howard posero fine alle speranze dei Patriots, sconfitti 35–21.

## 1997-99: gli anni di Pete Carroll

### 1997
Dopo la sconfitta nel Super Bowl, Kraft, dopo una laboriosa trattativa, concesse a Parcells di firmare coi Jets, in cambio di una scelta del terzo e quarto giro del Draft 1997, una del secondo giro del Draft '98 e una del primo giro del Draft '99. Al suo posto, dopo aver ricevuto un rifiuto da parte dell'ex allenatore dei San Francisco 49ers George Seifert, Kraft assunse Pete Carroll. Il nuovo regime fu immediatamente deriso per aver sprecato scelte nel draft e i Patriots scivolarono sempre più indietro in classifica in ognuno degli anni di Carroll. Nel 1997, i Patriots vinsero comunque la division con un record di 10-6 ma alcune sconfitte chiave (inclusa una contro i Jets di Parcells) li costrinsero a giocare nel turno delle wild card dei playoff. Dopo aver facilmente avuto ragione dei Miami Dolphins 17-3 a Foxboro, i Patriots rallentati dagli infortuni, persero contro gli Steelers, 7-6.

### 1998
Nella pre-stagione del 1998, i Patriots fecero la massima offerta possibile al free agent Curtis Martin, ma questi preferì accordarsi coi Jets. Nel primo giro scelsero un altro running back, Robert Edwards, che superò le mille yard corse nella sua stagione da rookie. Dopo aver vinto solo cinque delle prime undici gare, Drew Bledsoe, giocando con un dito rotto, orchestrò delle rimonte del quarto giro contro Miami Dolphins e Buffalo Bills nel tentativo di salvare la stagione. Drew Bledsoe e Terry Glenn si infortunarono nella vittoria (controversa) coi Bills, restando fuori per il resto della stagione ma la squadra raggiunse comunque l'ultimo posto utile nei playoff con un record di 9–7. Il quarterback Scott Zolak non si rivelò sufficiente contro i Jacksonville Jaguars nel primo turno della post-season e la squadra perse 25-10.
Anche se il rookie Robert Edwards ebbe una promettente prima annata, la sua carriera deragliò completamente quando si infortunò a un ginocchio alle Hawaii giocando a football sulla spiaggia – una gara ufficialmente sponsorizzata nell'ambito del weekend del Pro Bowl. Edwards perse le successive tre stagioni e non giocò più per i Patriots.

### 1999
A prendere il posto di Edward nel 1999 vi furono il veterano Terry Allen e il rookie Kevin Faulk, ma nessuno dei due raggiunse le mille yard e l'attacco sulle corse della squadra fu il 23º della lega. New England aprì la stagione con una vittoria per 30–28 sui New York Jets, poi ospitò gli Indianapolis Colts del quarterback al secondo anno Peyton Manning; Manning portò in vantaggio la sua squadra 28–7 all'intervallo ma fu tenuto a sole 13 yard passate nel secondo tempo mentre Drew Bledsoe passò tre touchdown, due dei quali a Ben Coates; dopo un fumble di Edgerrin James, Adam Vinatieri calciò il field goal della vittoria per 31–28 di New England. La squadra vinse sei delle prime otto gare, ma dopo una vittoria per 27–3 sugli Arizona Cardinals, Coates protestò pubblicamente di non ricevere abbastanza passaggi, deteriorando completamente la sua relazione con Bledsoe e Carroll. La squadra si trovò smarrita e concluse con un record di 8–8, fuori dai playoff per la prima volta dal 1995. A demoralizzare ancora di più la squadra vi fu una rissa tra Lawyer Milloy e il ricevitore Vincent Brisby, iniziata ad un evento benefico tenuto dal linebacker Willie McGinest e continuata nei giorni successivi. Dopo questo finale di stagione, Carroll fu licenziato, mentre il vicepresidente del personale Bobby Grier fu confermato solo fino al Draft NFL 2000.

## 2000-2019: l'era di Bill Belichick e Tom Brady

### 2000: l'assunzione di Bill Belichick
Dopo un'altra ardua trattativa coi Jets, similmente a quanto avvenuto pochi anni prima per Parcells a parti invertite, Kraft assunse Bill Belichick come nuovo capo-allenatore dei Patriots, consegnandogli virtualmente tutti i poteri decisionali della squadra, cosa che ironicamente aveva portato all'addio di Parcells nel 1996, dopo che Kraft gli aveva negato tali poteri. Belichick ristrutturò il dipartimento del personale della squadra e in seguito dichiarò che la squadra "non può vincere con 40 buoni giocatori mentre le altre squadre ne hanno 53" dopo che un certo numero di giocatori si presentò fuori forma all'inizio del training camp. I Patriots terminarono la stagione 2000 con un record di 5–11, finendo ultimi nella AFC East e mancando i playoff per il secondo anno consecutivo.

### 2001: prima vittoria del Super Bowl
Dopo il quinto posto nella prima stagione sotto la direzione di Bill Belichick nel 2000, i Patriots non erano attesi a fare molto meglio nel 2001. Mentre Drew Bledsoe firmò un'estensione contrattuale di 10 anni in marzo, l'offensive tackle Bruce Armstrong si ritirò e il wide receiver Terry Glenn scioperò per questioni contrattuali nella pre-stagione e fu anche sospeso per doping della lega per le prime quattro gare dell'anno. Malgrado queste perdite di alto profilo, i Patriots riuscirono a trovare dei sostituti all'altezza ad un prezzo contenuto. I ricevitori Troy Brown e David Patten disputarono le loro migliori stagioni in carriera, la scelta del primo giro Richard Seymour ancorò la linea difensiva e Antowain Smith (un free agent firmato dai Buffalo) corse oltre mille yard.

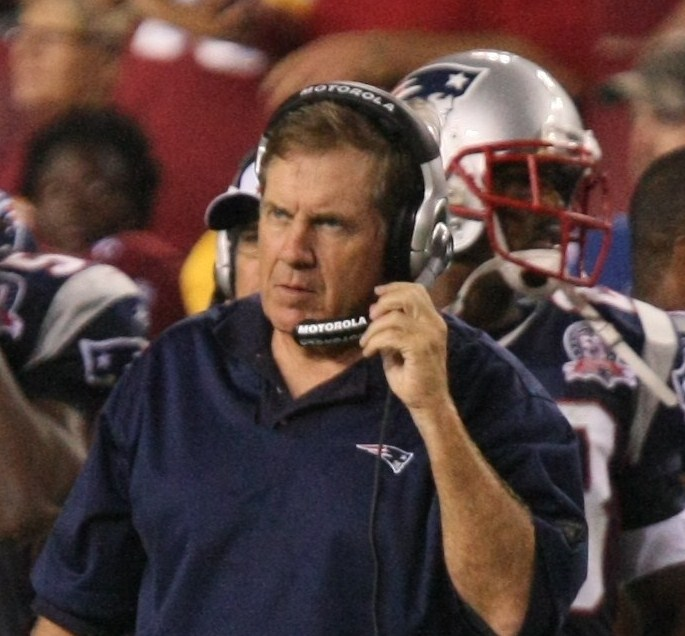
L'allenatore Bill Belichick trasformò i Patriots in una perenne candidata al titolo.

Una tragedia colpì però la squadra durante la stagione. Nel training camp, l'allenatore dei quarterback Dick Rehbein morì di arresto cardiaco il 6 agosto all'età di 45 anni. I Patriots persero la prima gara contro i Cincinnati Bengals e nella gara dopo gli Attacchi dell'11 settembre contro i Jets, Bledsoe si infortunò gravemente, tranciandosi un vaso sanguigno nel petto dopo un placcaggio fuori dalle linee del campo da parte del linebacker dei Jets Mo Lewis.
In assenza di Bledsoe, Tom Brady, una scelta del sesto giro del Draft NFL 2000, prese in mano le redini della squadra, stabilendo il record NFL per non aver lanciato un solo intercetto nei suoi primi 162 passaggi in carriera. Brady si conquistò così la fiducia di Belichick e dei suoi compagni di squadra e, quando Bledsoe tornò disponibile per giocare, Belichick annunciò che Brady sarebbe rimasto il quarterback titolare della squadra. Malgrado l'insoddisfazione per il nuovo ruolo, Bledsoe non causò distrazioni e fu di supporto a Brady e ai Patriots. Guidati da Brady, che divenne immediatamente uno dei favoriti dei tifosi, i Patriots continuarono a giocare un buon football, vincendo tutte le ultime sei gare e conquistando la propria division con un record di 11–5. I Patriots ebbero inoltre la possibilità di saltare il primo turno di playoff per la seconda volta nella loro storia.
Nell'ultima gara giocata nella storia del Foxboro Stadium, i Patriots ospitarono gli Oakland Raiders, durante una tempesta di neve che durò per tutta la durata della sfida. Questa gara divenne nota come "Tuck Rule Game", quando una giocata inizialmente giudicata un fumble di Brady fu rovesciata dall'arbitro Walt Coleman in un passaggio incompleto basato sull'oscura "tuck rule" (in inglese regola del piegamento). Dopo aver osservato il replay dell'azione, Coleman giudicò che, a causa del movimento in avanti del braccio di Brady mentre stava perdendo il pallone, egli era nell'atto di lanciare quando aveva perso il controllo della palla. Se fosse stato confermato il fumble di Brady, i Raiders avrebbero molto probabilmente ottenuto la vittoria; invece, i Patriots ebbero la possibilità di continuare l'azione offensiva nel campo gelato e il kicker Adam Vinatieri pareggiò la partita con un field goal di 45 yard a 30 secondi dal termine. I Raiders non tentarono di segnare ancora prima della fine del tempo regolamentare e, dopo aver perso il lancio della monetina, non videro più il pallone, dal momento che i Patriots segnarono nel possesso di apertura e vinsero 16–13.
I Patriots si recarono poi a Pittsburgh per affrontare i favoriti Steelers nella finale della AFC. Dopo che Brady si infortunò alla caviglia nel secondo quarto, Bledsoe (alla sua ultima apparizione con la maglia dei Patriots) si alzò dalla panchina e guidò immediatamente la squadra al suo unico touchdown offensivo della gara, con un passaggio da touchdown a David Patten. Nel secondo tempo, grazie a due touchdown segnati dallo special team e due intercetti nel quarto periodo del quarterback di Pittsburgh Kordell Stewart, i Patriots sorpresero gli Steelers 24–17 qualificandosi per il Super Bowl XXXVI. Sarebbe stato il terzo Super Bowl della storia dei Patriots, tutti disputati a New Orleans.

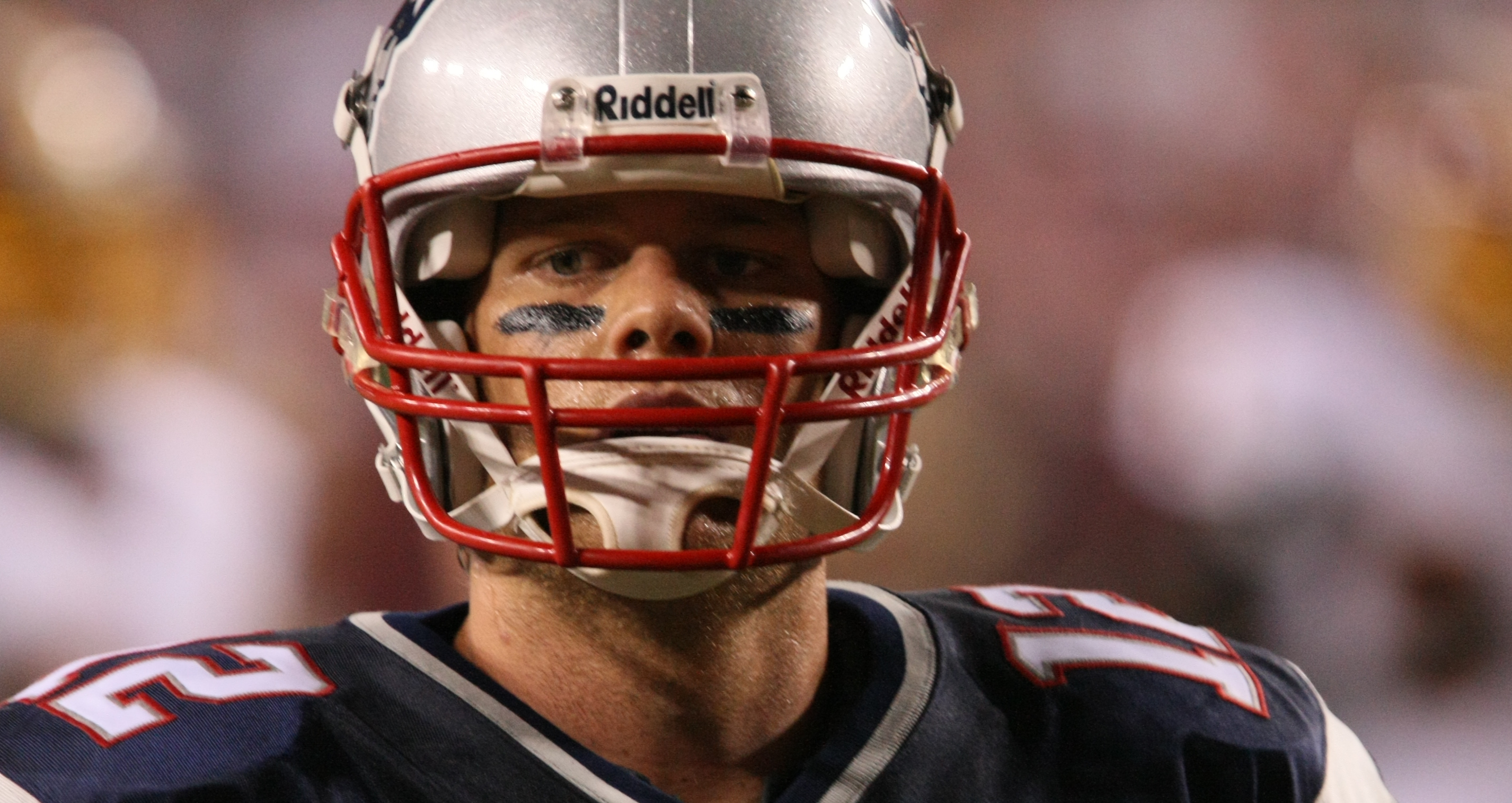
Il quarterback Tom Brady guidò i Patriots a sei titoli e nove apparizioni al Super Bowl

Nel Super Bowl, i Patriots affrontarono i favoritissimi St. Louis Rams, guidati dall'MVP della NFL Kurt Warner e dal loro attacco conosciuto come "The Greatest Show on Turf", che avevano battuto i Patriots durante la stagione regolare a Foxboro. I Patriots furono presentati per secondi e, piuttosto di uscire uno ad uno come costumava all'epoca, furono introdotti collettivamente come squadra. Questa presentazione fu accolta con grande ammirazione e da allora tutte le squadre hanno usato la presentazione collettiva al Super Bowl. Al contrario della stagione regolare, Bill Belichick ideò uno schema difensivo che puntata poco sui sack ma che puntava nel bloccare i ricevitori dei Rams e il running back Marshall Faulk nelle loro traiettorie. Questo influì sul preciso gioco sui passaggi dei Rams e sull'intero ritmo dell'attacco, creando non pochi problemi al solitamente freddo Warner, che subì diversi sack. I Patriots forzarono tre palloni persi degli avversari, tutti quanti trasformati in punti per New England (incluso un intercetto ritornato da Ty Law in touchdown nel secondo quarto).
La difesa di Belichick rallentò il potente attacco dei Rams per i primi tre quarti ma, dopo essersi trovata in svantaggio 17-3 all'inizio del quarto periodo, St. Louis segnò due touchdown pareggiando la partita sul 17–17. Con un minuto e trenta secondi al termine, senza time-out e con John Madden nella telecronaca per Fox Sports che asserì che i Patriots avrebbero dovuto giocare per i supplementari, Brady tranquillamente guidò l'attacco di New England a percorrere il campo di gioco, sbagliando un solo passaggio. La squadra giunse fino alla linea delle 30 yard dei Rams, consentendo a Adam Vinatieri di calciare il field goal da 48 yard mentre il tempo andava esaurendosi che diede la vittoria del primo Super Bowl ai Patriots nella stagione numero 42 della loro storia.
La parata di celebrazione dei Patriots attirò 1,5 milioni di persone a Boston. La squadra fu invitata a Fenway Park nella gara di apertura della stagione dei Boston Red Sox. I Patriots inoltre divennero l'ultima franchigia di uno dei quattro sport maggiori di Boston a vincere il campionato. Brady fu premiato come MVP del Super Bowl e firmò un contratto a lungo termine nei mesi che seguirono. Bledsoe fu scambiato coi Buffalo Bills per una scelta del primo giro del Draft NFL 2003.

### 2002

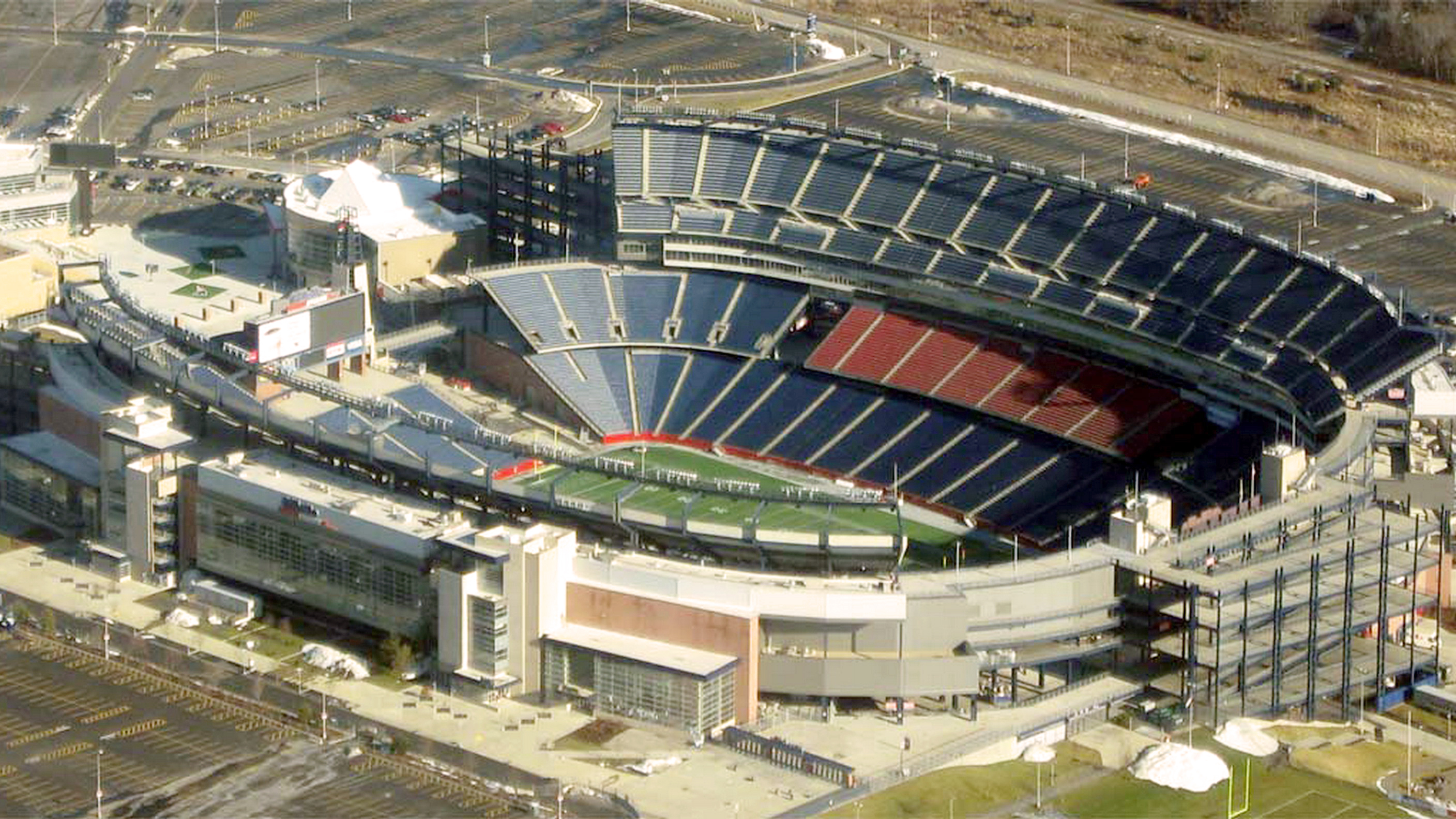
Nel 2002 la squadra passò al nuovo Gillette Stadium.

Nel 2002 i Patriots abbandonarono dopo trent'anni il Foxboro Stadium e passarono al nuovo Gillette Stadium debuttandovi nel Monday Night Football contro i Pittsburgh Steelers con una vittoria. Dopo altre due vittorie all'inizio della stagione, incluso un 44–7 in trasferta contro i New York Jets, la squadra perse cinque delle successive sette partite, concedendo 137 yard corse a partita agli avversari in quell'arco di tempo. Nell'ultimo turno della stagione, i Patriots sconfissero i Miami Dolphins ai supplementari con un field goal di Adam Vinatieri, portando entrambe le squadre su un record di 9-7. Poche ore dopo, i Jets, che avevano battuto i Patriots la settimana precedente, finirono anch'essi con un record di 9–7 dopo aver battuto i Green Bay Packers. Grazie alla classifica avulsa, i Jets vinsero il titolo di division, eliminando Patriots e Dolphins dai playoff.

### 2003: secondo Super Bowl
Pochi giorni prima della stagione regolare, il capitano e Pro Bowler Lawyer Milloy fu svincolato per liberare spazio salariale, portando i tifosi a porsi delle questioni su Bill Belichick e l'analista di ESPN Tom Jackson ad affermare che i giocatori dei Patriots "odiavano il loro allenatore", un'accusa in seguito rigettata dagli stessi. Milloy firmò coi Buffalo Bills, i quali sconfissero i Patriots 31-0 nella settimana di debutto. I Patriots tuttavia si ripresero, non perdendo più alcuna gara dopo avere iniziato la stagione con un bilancio di 2-2. A causa di diversi infortuni, i Patriots fecero partire come titolari 42 diversi giocatori quell'anno, un record NFL per una squadra vincitrice della division, superato dagli stessi Patriots nel 2005. Imbattuti in casa, la difesa poté contare sull'apporto dell'acquisto dai San Diego Chargers Rodney Harrison, concendendo il minimo della lega di 14,9 punti di media e terminando con un record di 14-2. Nell'ultima settimana della stagione regolare, New England si vendicò dei Bills battendoli a loro volta 31-0.
Per la prima volta nella storia, i Patriots ebbero il primo posto nel tabellone dei playoff. Nel divisional round si scontrarono contro i Tennessee Titans. Con una temperatura di -16 °C (la seconda gara più fredda della storia della NFL), Patriots e Titans disputarono una gara equilibrata fino a che Adam Vinatieri calciò il field goal del vantaggio a quattro minuti dal termine. Un passaggio incompleto di Steve McNair su una situazione di quarto down a un minuto e 40 secondi dal termine fece vincere New England per 17-14. I Patriots affrontarono gli Indianapolis Colts nella finale della AFC. La difesa di New England dominò il quarterback avversario Peyton Manning per tutta la gara, forzandolo a lanciare quattro intercetti (tre di Ty Law) e a subire tre sack. Malgrado un solo touchdown offensivo da parte dei Patriots, la squadra fu dominante. I Colts rimasero comunque in partita fino alla fine, quando un field goal di Vinatieri a dieci secondi dal termine fissò il risultato finale sul 24–14. I Patriots tornarono al Super Bowl, questa volta per affrontare i Carolina Panthers.
Il Super Bowl XXXVIII fu una delle più equilibrate ed emozionanti gare mai disputate. Dopo che le difese dominarono per la maggior parte del primo, le squadre si scambiarono touchdown nel finale del secondo quarto, conclusosi sul punteggio di 14-10 per New England. Il terzo quarto fu ancora senza punti segnati ma il running back Antowain Smith segnò nella prima giocata del quarto periodo, portando il punteggio sul 21–10. Carolina segnò due touchdown consecutivi (ma fallì entrambe le conversioni da due punti), portandosi in vantaggio 22-21. I Patriots risposero con un lungo drive, culminato con un touchdown di Mike Vrabel seguito dalla conversione da due punti di Kevin Faulk che portò avanti i Patriots 29–22 con 2 minuti e 51 secondi al termine. I Panthers non si arresero e percorsero velocemente il campo, segnando con Ricky Proehl portando il punteggio sul 29-29 a 68 secondi dal termine. Come avvenuto due anni prima, Brady guidò i Patriots a un ultimo drive culminato con un field goal da 41 yard di Vinatieri a 4 secondi dal termine. I Patriots vinsero il loro secondo Super Bowl in tre anni, 32–29, e Brady fu nuovamente nominato MVP. La vittoria rese i Patriots la prima squadra a vincere (e anche solo a raggiungere) il Super Bowl dopo aver perso senza segnare alcun punto la prima gara della stagione.

### 2004: terzo Super Bowl

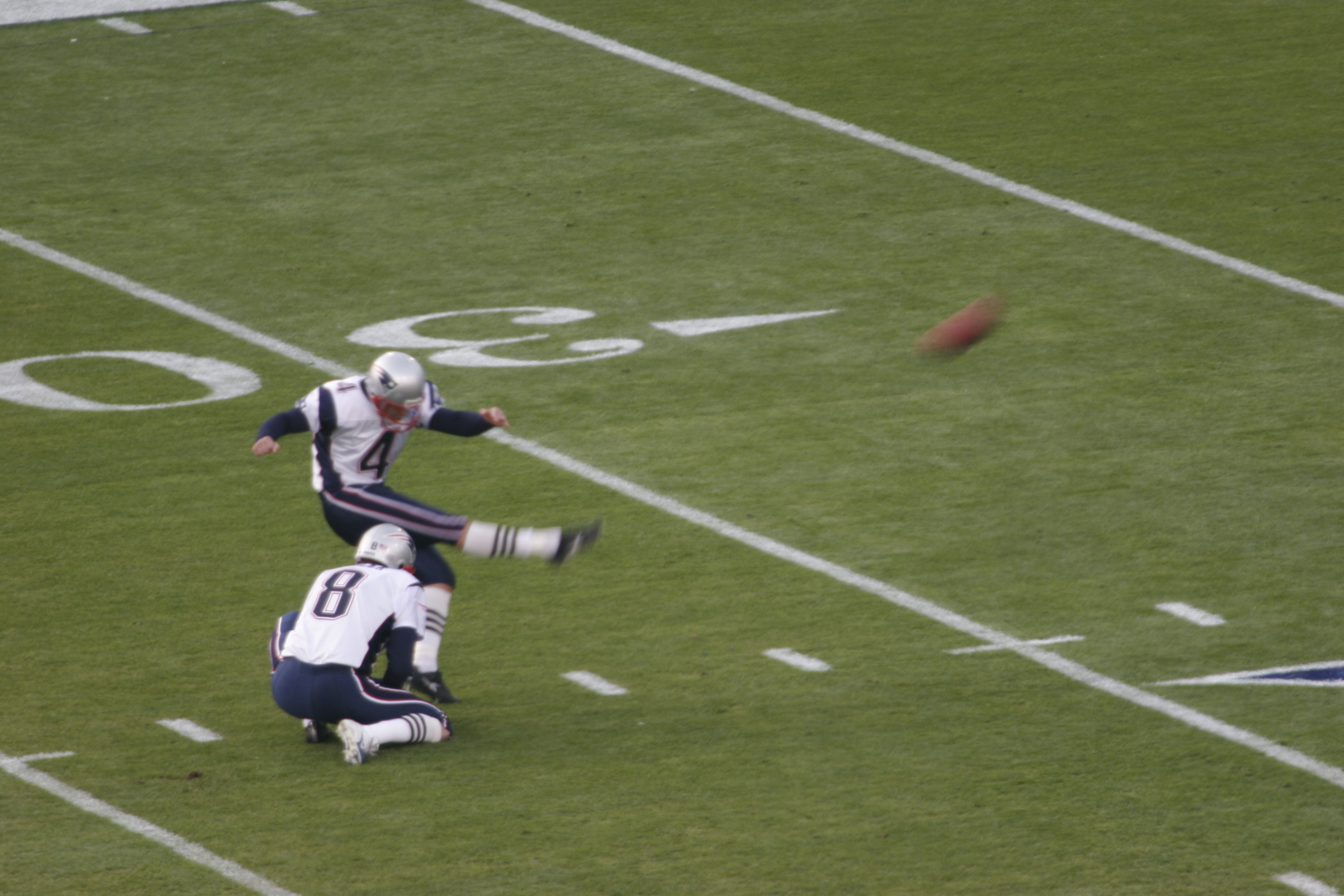
Adam Vinatieri prima dell'inizio del Super Bowl XXXIX.

Dopo la vittoria del Super Bowl nel 2003, i Patriots cercarono di migliorare il loro gioco sulle corse prima della stagione 2004. Sostituirono Antowain Smith con lo scontento running back dei Cincinnati Bengals Corey Dillon, acquisendolo in uno scambio prima del Draft NFL 2004; Dillon avrebbe corso un primato in carriera di 1.635 yard nel 2004. Vincendo le prime sei gare della stagione regolare, i Patriots stabilirono un nuovo record NFL per gare consecutive vinte nella stagione regolare (18), battuto successivamente dagli stessi Patriots nel periodo 2006–2008 (21), e vittorie consecutive tra stagione regolare e playoff (21) prima di perdere coi Pittsburgh Steelers il 31 ottobre. In quella gara il cornerback Ty Law si infortunò per il resto della stagione. Insieme alla perdita dell'altro cornerback titolare Tyrone Poole due settimane prima, i Patriots furono costretti a disputare il resto della stagione regolare e i playoff col solo cornerback al secondo anno Asante Samuel, l'undrafted free agent Randall Gay e il wide receiver Troy Brown utilizzato come cornerback.

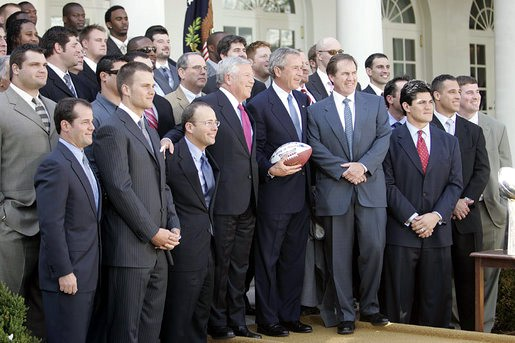
Il Presidente George W. Bush in posa coi Patriots durante la cerimonia per la vittoria del Super Bowl XXXIX al Rose Garden.

Con un record di 14–2 e il secondo posto nel tabellone della AFC, i Patriots sconfissero i Colts in casa per il secondo anno consecutivo nei playoff, facendo loro segnare soli tre punti. I Patriots poi batterono gli Steelers, la prima squadra del tabellone, in trasferta 41–27 nella finale della AFC.
Prima della partita dei Patriots contro i Philadelphia Eagles nel Super Bowl XXXIX, il wide receiver degli Eagles Freddie Mitchell affermò di non conoscere i nomi dei defensive back dei Patriots, cosa che venne intesa come una mancanza di rispetto dalla linea secondaria di New England I Patriots sconfissero gli Eagles 24–21 vincendo il loro secondo Super Bowl consecutivo e il terzo in quarto stagioni, diventando quella che molti considerarono una dinastia.

### 2005-2006: uscite nei playoff
Due settimane dopo il Super Bowl XXXIX, il linebacker Tedy Bruschi fu colpito da un ictus e inizialmente sembrò dovesse perdere l'intera stagione 2005. Bruschi invece tornò in campo contro i Buffalo Bills il 31 ottobre. Il cornerback Ty Law fu svincolato prima dell'inizio della stagione a causa degli infortuni nel ruolo di cornerback, incluso quello per tutta la stagione di Rodney Harrison nella settimana 3, costrinsero a far partire come titolari svariati giocatori della linea secondaria. La stagione iniziò con un record di 4-4, compresa la prima sconfitta in casa dal 2002, per mano dei San Diego Chargers nella settimana 4. La squadra vinse cinque delle ultime sei gare e terminò con un record di 10–6, vincendo il terzo titolo di division consecutivo. Col quarto posto nel tabellone della AFC, i Patriots sconfissero i Jacksonville Jaguars 28-3 nel turno delle wild card ma persero nel successivo contro i Denver Broncos 27-13 in trasferta, perdendo cinque palloni nel corso della sfida.
I Patriots iniziarono la stagione 2006 senza i loro due wide receiver titolari del 2005; David Givens divenne free agent mentre Deion Branch fu scambiato coi Seattle Seahawks a settembre. A sostituirli furono Reche Caldwell e Jabar Gaffney, giunto in ottobre. Due sconfitte consecutive a novembre interruppero a 57 le gare senza sconfitte consecutive della squadra, a tre dal record NFL. Con un record di 12-4 e il quarto titolo di division consecutivo, New England entrò nei playoff come numero 4 del tabellone, battendo i New York Jets 37-16 nel turno delle wild card. Una vittoria con stretto margine per 24-21 in trasferta sui San Diego Chargers numero 1 del tabellone qualificò la squadra per la finale della AFC contro i loro rivali degli Indianapolis Colts. Malgrado un vantaggio di 21-3 nel secondo quarto, i Patriots, furono i Colts ad uscire vincitori 38–34 all'RCA Dome.

### 2007: 18-1
Dopo aver perso i due wide receiver titolari prima della stagione precedente, i Patriots aggiunsero Donte' Stallworth come free agent e operarono degli scambi per ottenere Wes Welker e Randy Moss nella primavera 2007; Welker avrebbe guidato la NFL in ricezioni nel 2007 mentre Moss avrebbe stabilito il record NFL con 23 touchdown su ricezione. La stagione iniziò con una controversia quando, nella settimana 2, il capo-allenatore Bill Belichick e i Patriots furono puniti dalla NFL per il loro coinvolgimento nel videoregistrare i segnali difensivi degli avversari da un luogo non autorizzato nella settimana 1 contro i New York Jets, uno scandalo che la stampa chiamò "Spygate". La pratica fu svelata dal capo-allenatore dei Jets ed ex assistente dei Patriots Eric Mangini. Belichick fu multato di 500.000 dollari, il massimo concesso dalle regole della lega e i Patriots di 250.000, venendo loro revocata la scelta del primo giro del Draft NFL 2008. Malgrado fossero sotto l'occhio attento dei media, i Patriots continuarono a dominare sul campo, vincendo le gare di metà stagione con punteggi di 52–7 e 56–10, mentre il quarterback Tom Brady enfatizzò il desiderio della squadra di uscire e "uccidere gli avversari".

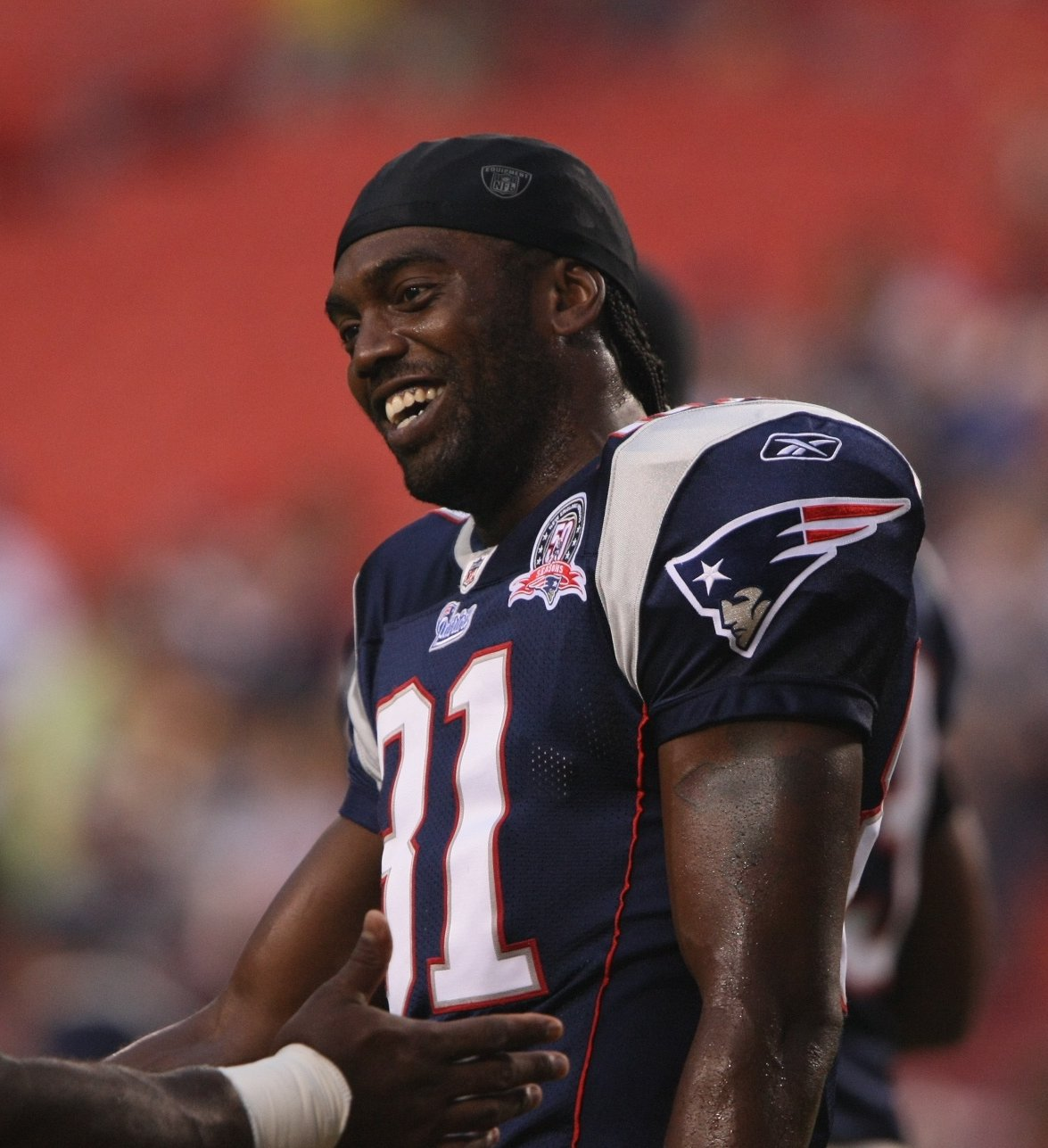
Randy Moss stabilì il record NFL con 23 touchdown su ricezione nel 2007.

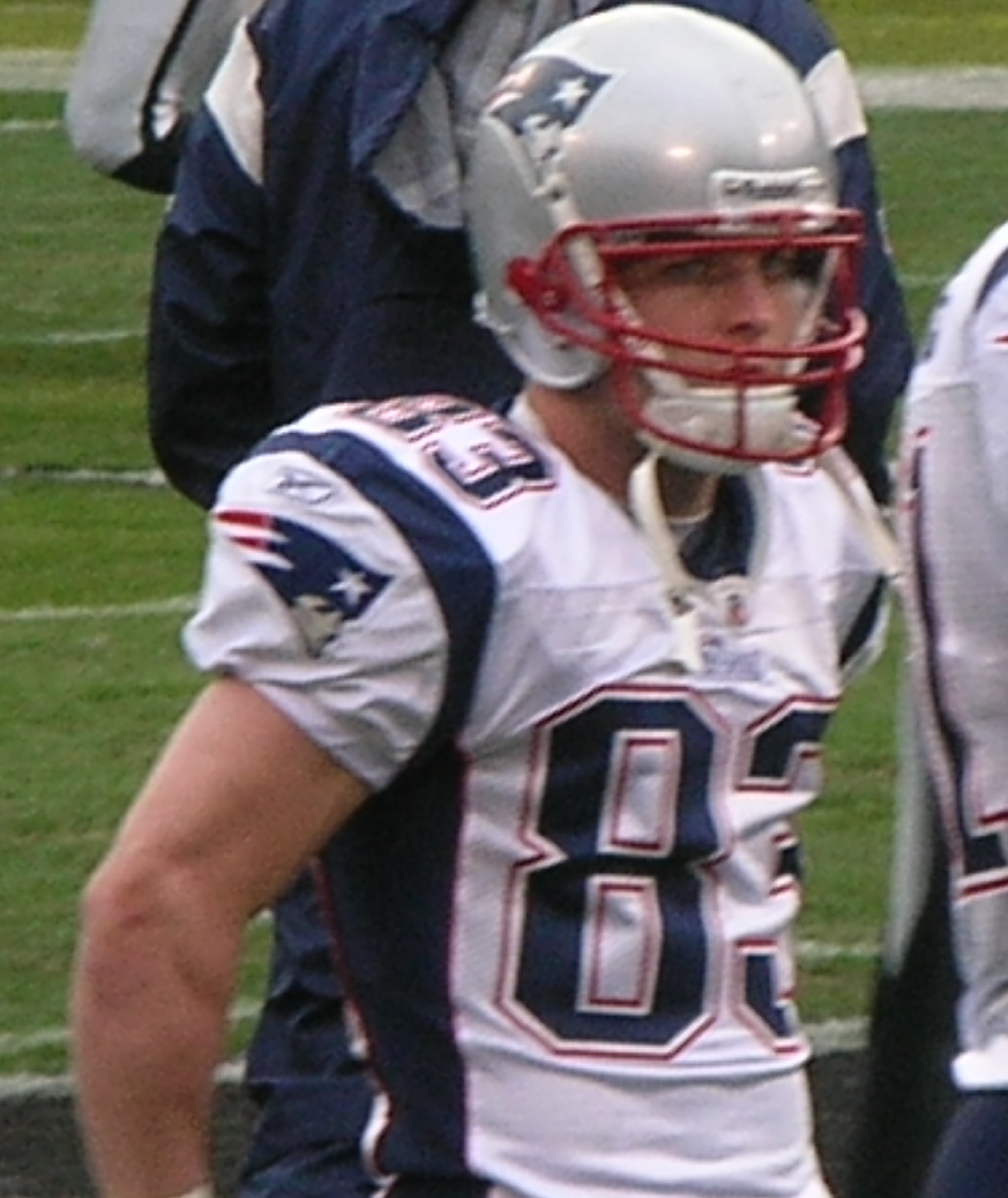
Wes Welker era sconosciuto ai più prima di passare ai Patriots.

I Patriots vinsero la division dopo la loro undicesima gara (nella settimana 12), la quarta volta che questo accadde da quando la NFL aveva introdotto il calendario a 16 gare. Nell'ultima gara della stagione, i Patriots tentarono di diventare la prima squadra della storia a concludere con un record di 16–0, impresa portata a termine con successo. In quella gara, Brady passò due touchdown a Moss, con Moss che stabilì il suo record di 23 touchdown e Brady che stabilì a sua volta il record NFL con il suo cinquantesimo passaggio da touchdown della stagione. Furono la prima squadra della storia della NFL a concludere la propria stagione regolare da imbattuta dai Miami Dolphins del 1972 che avevano terminato con un bilancio di 14–0. Brady fu premiato per la prima volta come MVP della NFL, mentre l'attacco dei Patriots stabilì numerosi record, incluso quello per punti segnati.
Col numero 1 nel tabellone dei playoff, i Patriots superarono i Jacksonville Jaguars 31-20 e i San Diego Chargers 21-12 qualificandosi per il Super Bowl XLII; secondo la Elias Sports Bureau, questo li rese la prima squadra professionistica dal 1884 in tutti i 4 maggiori sport americani (football, basket, baseball, hockey) a vincere le prime 18 gare della stagione. Con la possisibilità di chiudere la stagione 19–0 con una vittoria sugli sfavoriti New York Giants, gli analisti iniziarono ad affrontare il fatto che i Patriots del 2007 potessero essere la migliore squadra di tutti i tempi.
Malgrado fossero stra-favoriti in quella partita, i Patriots erano in vantaggio di soli quattro punti all'inizio del drive finale dei Giants nel quarto periodo. Un drammatico passaggio da Eli Manning a David Tyree portò i Giants in profondità del territorio dei Patriots e un passaggio da touchdown di Manning per Plaxico Burress diede ai Giants il vantaggio per 17-14 a 35 secondi dal termine. La sconfitta lasciò i Dolphins del 1972 come l'unica squadra campione imbattuta della storia. I Patriots terminarono con un record di 18–1, diventando luna delle tre squadra ad aver terminato con un bilancio di 18–1, assieme ai San Francisco 49ers del 1984 e ai Chicago Bears del 1985, entrambe vincitrici però del Super Bowl.

### 2008: infortunio di Brady

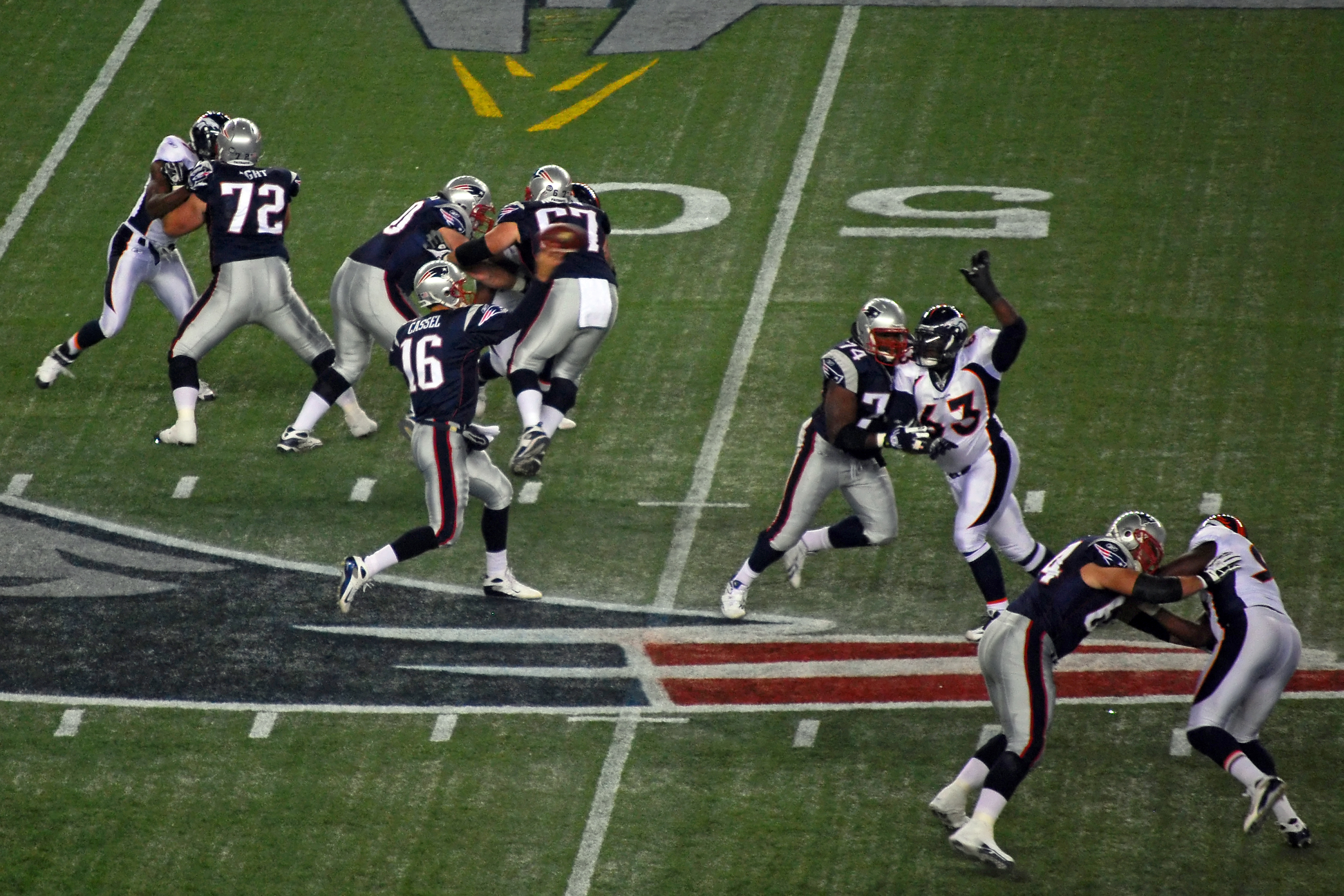
Matt Cassel mentre lancia un passaggio al posto dell'infortunato Tom Brady nel 2008.

Nella gara di debutto della stagione 2008, il quarterback Tom Brady, MVP della stagione precedente 2007, subì un serio infortunio al ginocchio che lo tenne fuori per il resto della stagione, venendo sostituito da Matt Cassel. Cassel partì dall'inizio nella settimana 2, la sua prima partenza come titolare dalle scuole superiori, e guidò i Patriots alla vittoria, portando la striscia dei Patriots a 21 vittorie consecutive nella stagione regolare, serie che si interruppe la settimana successiva. Questo record fu superato dagli Indianapolis Colts nel 2009.
Malgrado l'essere giunti all'ultimo turno della stagione con una striscia di tre vittorie consecutive, i Patriots non si trovarono nella possibilità di controllare il proprio destino. Oltre alla vittoria nella settimana 17 avrebbero dovuto sperare in una sconfitta dei Dolphins per vincere la division, oppure in una sconfitta dei Baltimore Ravens per guadagnare una wild card. Sia Baltimore che Miami vinsero, così Dolphins, Ravens e Patriots terminarono tutte con un record di 11-5. Miami si qualificò ai playoff come vincitrice della AFC East grazie al miglior record contro la propria conference dei Patriots. Baltimore si qualificò come wild sempre grazie al miglior record nella conference. I Patriots divennero la prima squadra dai Denver Broncos del 1985 a terminare con un record di 11-5 e non qualificarsi per i playoff.

### 2009-2010
Prima della stagione 2009 il quarterback Matt Cassel fu scambiato coi Kansas City Chiefs per il linebacker Mike Vrabel a marzo. I titolari della difesa Tedy Bruschi e Rodney Harrison si ritirarono mentre il defensive end All-Pro Richard Seymour fu scambiato con i Raiders per una prima scelta del Draft NFL 2011. La stagione, per la prima volta col ritorno di Brady dopo l'infortunio, partì con una vittoria in rimonta sui Bills. A novembre, i Patriots, su un record di 6–2, affrontarono in trasferta gli imbattuti Indianapolis Colts, perdendo malgrado un vantaggio di sei punti nel finale dell'ultimo quarto. Dopo aver perso due delle successive tre gare, i Patriots ne vinsero tre di fila assicurandosi il titolo di division. La squadra rimase imbattuta in casa per il quarto anno negli ultimi sette. Col terzo posto nel tabellone della AFC, i Patriots affrontarono i Baltimore Ravens in casa nel turno delle wild. Baltimore si portò in vantaggio 24–0 nel primo quarto e i Patriots non riuscirono più a rimontare, perdendo 33-14.

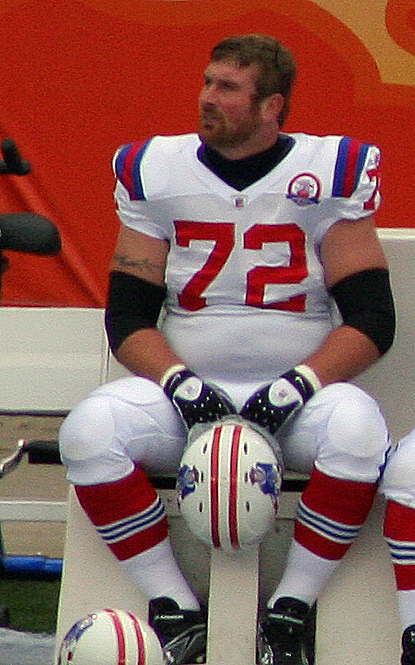
L'offensive tackle Matt Light si ritirò dopo la stagione 2011.

Nel debutto della stagione 2010. New England batté Cincinnati, dopo di che perse 28–14 contro i Jets in trasferta. Dopo due vittorie, il wide receiver Randy Moss fu scambiato coi Minnesota Vikings, mentre fece ritorno Deion Branch dai Seahawks. Seguirono altre due vittorie che portarono i Patriots a cinque consecutive. Nella solita pubblicizzata battaglia annuale della settimana 11 contro Peyton Manning e i Colts, New England vendicò la sconfitta del 2009, vincendo 31–28. Dopo aver vinto nel Giorno del Ringraziamento contro i Lions, i Patriots distrussero i Jets 45–3 e poi i Chicago Bears durante una tempesta di neve al Soldier Field. Nella settimana 15, a sorpresa il quarterback di riserva Packers Matt Flynn portò quasi la sua squadra alla vittoria nel Gillette Stadium. Le ultime due gare della stagione videro le vittorie su Buffalo e Miami. Tom Brady terminò la stagione col record NFL di 335 passaggi consecutivi senza un intercetto, venendo premiato come MVP della lega per la seconda volta in carriera. I Patriots erano pesantemente favoriti per raggiungere il Super Bowl XLV ma furono eliminati subito nel divisional round in casa contro i Jets.

### 2011: ritorno al Super Bowl
Prima della stagione 2011, i Patriots scelsero nel draft il quarterback da Arkansas Ryan Mallett. Inoltre fecero delle acquisizioni di rilievo con Albert Haynesworth e il wide receiver Chad Ochocinco.

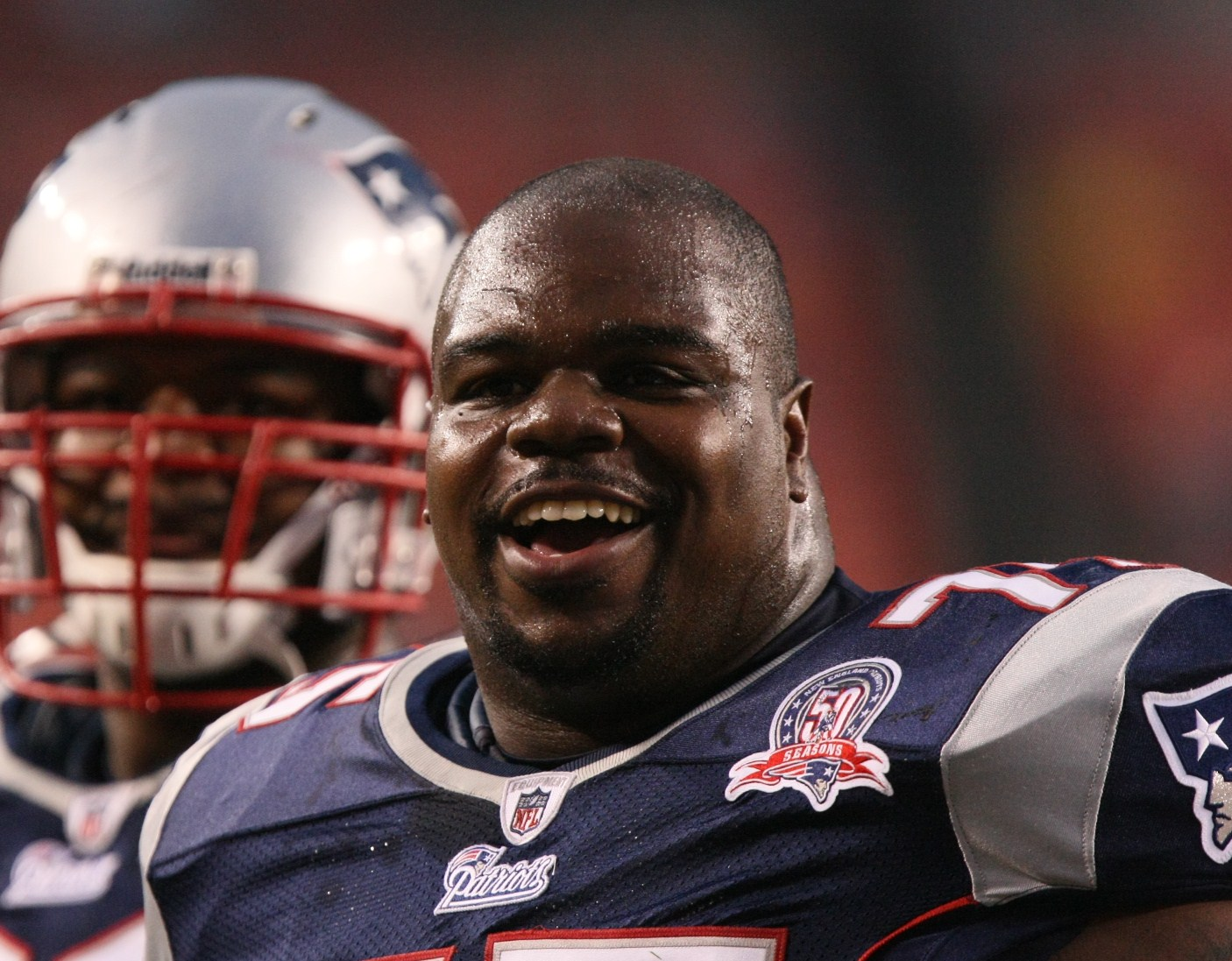
Il nose tackle Vince Wilfork.

Il debutto stagionale fu contro Miami nel Monday Night Football con cui New England vinse 38–24; Brady stabilì il proprio primato in carriera passando 517 yard, tra cui un passaggio in touchdown da 99 yard per Wes Welker. Dopo aver battuto facilmente San Diego la domenica successiva, persero a sorpresa contro i Bills in una gara in cui Brady lanciò quattro intercetti. Determinata a non perdere due gare consecutive, la squadra batté Oakland 31–19, dopo di che si vendicò dei Jets 30–21. Nella settimana 6 vi fu la vittoria contro i Dallas Cowboys grazie al touchdown vincente passato da Brady al tight end Aaron Hernandez per il 20-16 finale. Dopo la settimana di pausa e una sconfitta 25–17 contro i Pittsburgh Steelers, il wide receiver Julian Edelman fu arrestato per condotta sconveniente all'interno di un night club. Successivamente, in una anticipazione del Super Bowl, i Giants batterono i Patriots 24–20 all'ultimo secondo. I Patriots vinsero le ultime otto gare consecutive, assicurandosi il primo posto nel tabellone della AFC. In questa stagione, il tight end al secondo anno Rob Gronkowski stabilì i record NFL per yard ricevute in una stagione e touchdown segnati da un tight end in una singola stagione, oltre ad essere il primo tight end della storia a guidare la lega in touchdown segnati totali (18). Wes Welker invece guidò la NFL in ricezioni.
Dopo una nettissima vittoria sui Denver Broncos 45–10 nel divisional round dei playoff, i Patriots vinsero la finale della AFC, battendo i Baltimore Ravens 23–20, dopo che il kicker dei Ravens sbagliò il potenziale field goal del pareggio da 31 yard nei secondi finali. Alla ricerca della vendetta per la sconfitta nella stagione regolare, i Patriots non riuscirono ancora ad aver ragione dei New York Giants, perdendo 21–17 nel Super Bowl XLVI.

### 2012

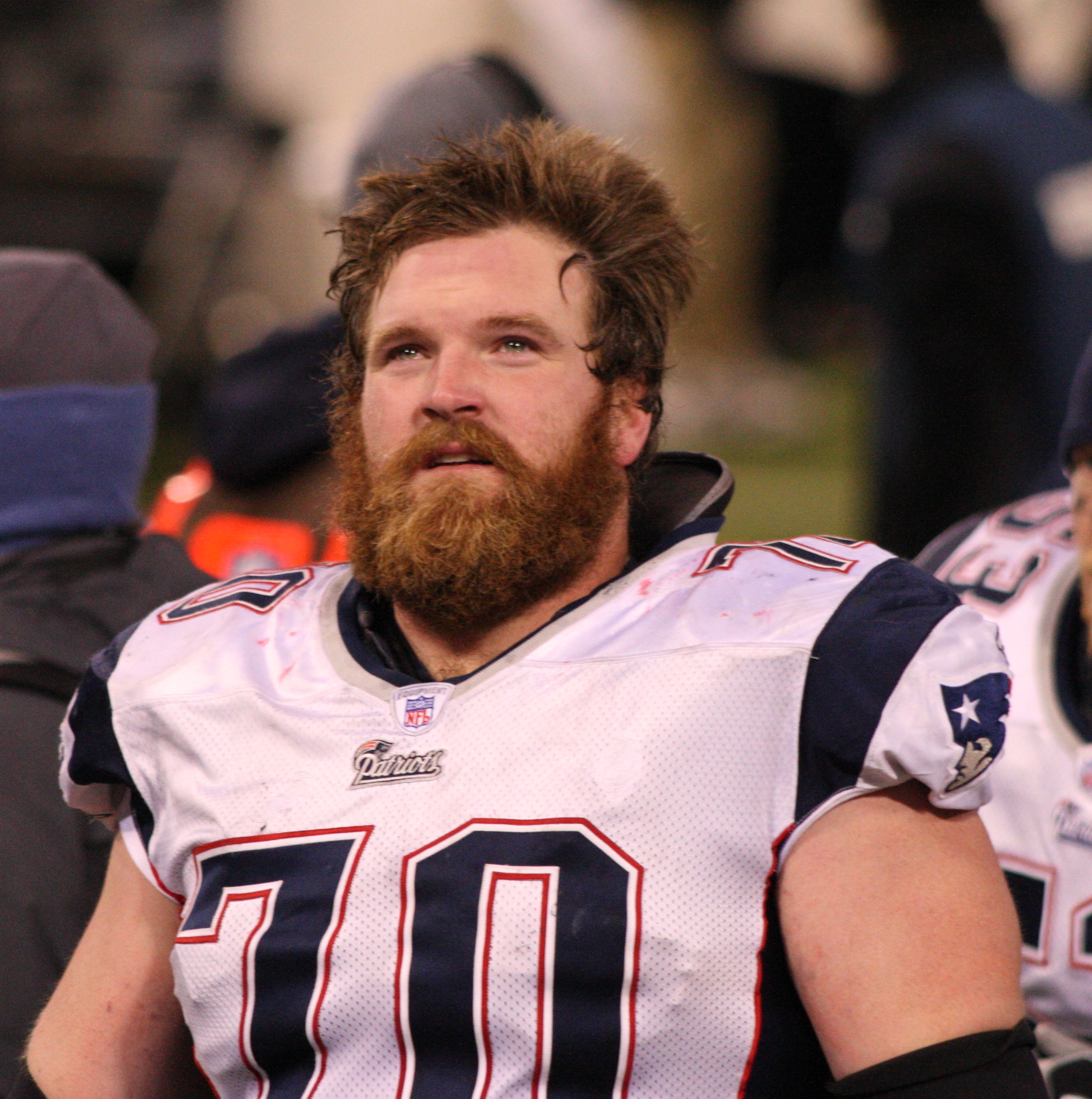
L'offensive guard Logan Mankins.

Il 9 settembre, i Patriots debuttarono con una vittoria contro i Tennessee Titans nella nuova stagione, gara in cui Brady superò le 40.000 yard passate in carriera. Nel turno successivo, i Patriots subirono la prima inaspettata sconfitta stagionale contro gli Arizona Cardinals. Un'altra sconfitta giunse nella settimana 3 con un field goal negli ultimi istanti di gara contro i Ravens. Nella settimana 4 i Patriots tornarono alla vittoria segnando ben 52 punti ai Buffalo Bills: dopo un inizio a rilento, Brady prese in mano le redini della squadra passando 340 yard e 3 touchdown su passaggio e un altro segnato su corsa.
Nella settimana 5 Brady guidò i Patriots alla vittoria affrontando per la prima volta i Broncos con alla guida l'arci-rivale Peyton Manning, che nel frattempo aveva lasciato i Colts.. Nella settimana 6, i Patriots sprecarono un vantaggio di 13 punti coi Seattle Seahawks perdendo 24-23.
Dopo vittorie contro Jets, Rams e Bills, nella settimana 11, Brady e i Patriots si sbarazzarono facilmente dei Colts guidati dal nuovo quarterback rookie Andrew Luck vincendo per 59-21, eguagliando il record di franchigia per punti segnati. Un'altra netta vittoria giunse nel Giorno del Ringraziamento sui Jets. Con la sesta vittoria consecutiva, nella settimana 13 i Patriots si assicurarono l'undicesimo titolo di division dal 2001 battendo i Dolphins. Con una partita da assoluto dominatore, Brady batté i Texans, la squadra col miglior record della lega nel Monday Night della settimana 14. Tom passò 296 yard e 4 touchdown.
Nella settimana 15 i Patriots sfiorarono un'epica rimonta recuperando uno svantaggio di 28 punti contro i 49ers, finendo però per uscire sconfitti.. La domenica successiva i Patriots vinsero a fatica contro i Jaguars, la squadra col peggior record della lega. Tre giorni dopo fu convocato per l'ottavo Pro Bowl in carriera. Nell'ultimo turno di campionato, grazie alla vittoria sui Dolphins per 28-0, New England si assicurò il secondo record della AFC e la possibilità di saltare il primo turno di playoff. La sua stagione regolare si concluse al quarto posto nella lega sia in yard passate (4.827) che in passaggi della lega (34), con soli 8 intercetti, il secondo miglior risultato tra i quarterback titolari per tutta la stagione.
Con la vittoria mai in discussione nel divisional round contro i Texans, Brady divenne il quarterback più vincente della storia dei playoff, superando il suo idolo di gioventù Joe Montana con la sua diciassettesima partita vinta. Nella finale della AFC Brady non riuscì a diventare il primo quarterback della storia a portare la propria squadra a disputare 6 Super Bowl. I Patriots furono sconfitti dai Ravens e quella fu la prima partita nella carriera di Brady in cui i Patriots persero una partita dopo essere stati in vantaggio all'intervallo, una striscia interrottasi all'impressionante numero di 67 vittorie consecutive.

### 2013
Nella primavera 2013, il ricevitore Wes Welker passò ai Denver Broncos, venendo sostituito dai Patriots con Danny Amendola, proveniente dai St. Louis Rams. Prima della stagione 2013, i Patriots furono sconvolti dall'arresto con l'accusa di omicidio del tight end Aaron Hernandez, che venne di conseguenza svincolato dalla franchigia. La squadra chiuse con 12 vittorie e 4 sconfitte, giungendo fino alla finale di conference dove fu eliminata da Denver.

### 2014: quarto Super Bowl e Deflategate

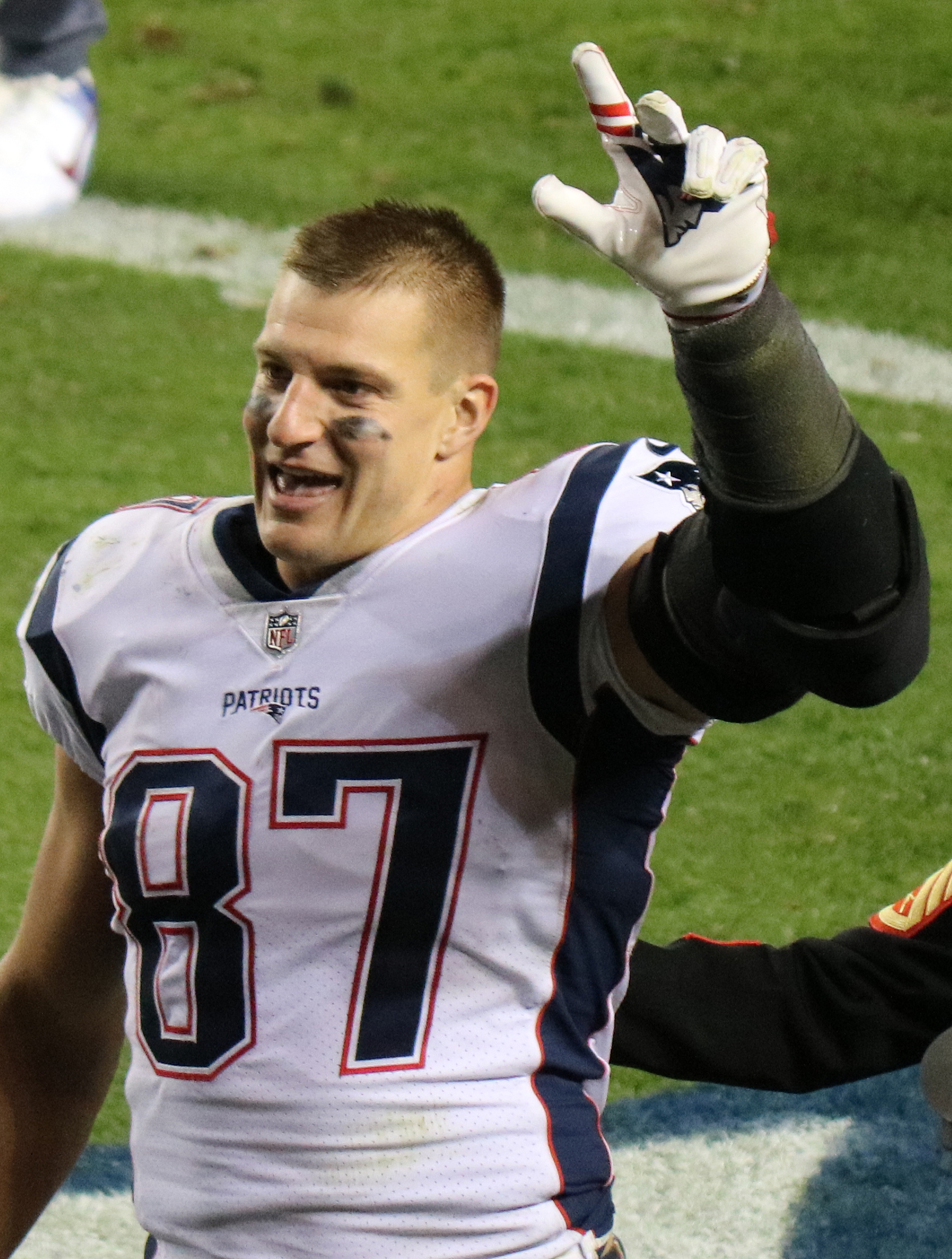
Il tight end Rob Gronkowski

I Patriots terminarono con un record di 12–4 per il terzo anno consecutivo, vincendo il sesto titolo di division consecutivo e assicurandosi il primo posto nel tabellone della AFC. Furono la prima squadra della storia a qualificarsi direttamente al secondo turno per cinque anni consecutivi da quando la lega ampliò a sei il numero di squadre qualificate per ogni conference nel 1990, superando i Dallas Cowboys del periodo 1992-1995.
I Patriots sconfissero i Baltimore Ravens 35–31 nel divisional round, avanzando alla quarta finale della AFC consecutiva. Lì batterono gli Indianapolis Colts 45–7 qualificandosi per il loro ottavo Super Bowl. Il 1º febbraio 2015, i Patriots superarono i Seattle Seahawks nel Super Bowl XLIX con un punteggio di 28-24. Brady vinse il suo terzo titolo di MVP della partita dopo avere passato 4 touchdown e 2 intercetti.
Dopo la finale della AFC, i Colts accusarono i Patriots di avere intenzionalmente sgonfiato i propri palloni per favorire la presa del proprio quarterback, una pratica vietata. I risultati dello scandalo, divenuto noto come Deflategate, furono pubblicati dalla NFL il 6 maggio 2015. Cinque giorni dopo, la lega sospese Brady per le prime quattro partite della stagione 2015, multò i Patriots di un milione di dollari e revocò loro la scelta del primo giro del Draft NFL 2016 e la scelta del quarto giro del Draft NFL 2017. Il 3 settembre 2015 la sanzione imposta a Brady fu annullata dal giudice federale Richard Berman.

### 2015
I campioni in carica iniziarono la stagione 2015 vincendo tutte le prime dieci partite, prima di perdere coi Broncos nel dodicesimo turno ai supplementari. Due settimane dopo, con un record di 11-2, i Patriots si aggiudicarono matematicamente il settimo titolo di division consecutivo, pareggiando il record dei Los Angeles Rams negli anni settanta. La stagione regolare si chiuse per il quarto anno consecutivo con un bilancio di 12-4 e il secondo posto nel tabellone della conference.
Nel divisional round dei playoff, i Patriots superarono i Kansas City Chiefs 27–20 qualificandosi per la finale della AFC per il quinto anno consecutivo, dove persero coi Broncos futuri vincitori del Super Bowl 50 per 20–18.

### 2016: quinto Super Bowl
Dopo il ripristino della squalifica di Tom Brady per le prime quattro gare della stagione, punizione inflitta dal Commissioner Roger Goodell per lo scandalo Deflategate, i Patriots schierarono il quarterback di riserva Jimmy Garoppolo. Garoppolo guidò la squadra a una vittoria nella prima partita contro gli Arizona Cardinals. Nella seconda gara coi Miami Dolphins però, questi si infortunò a una spalla venendo sostituito dal rookie Jacoby Brissett, che guidò la squadra alla vittoria. Quattro giorni dopo, nel Thursday Night Football, Brissett guidò i suoi a una vittoria per 27-0 sugli Houston Texans. Un infortunio al pollice della mano utilizzata per lanciare da Brissett bloccò l'attacco dei Patriots nel turno seguente, perdendo in casa contro i Buffalo Bills senza segnare alcun punto. Brady fece ritorno nel quinto turno e guidò la squadra a quattro vittorie consecutive. Una sconfitta a metà stagione, nella settimana 10, contro i Seattle Seahawks si sarebbe rivelata essere l'ultima stagionale, coi Patriots che chiusero la stagione regolare vincendo tutte le ultime sette gare, assicurandosi l'ottavo titolo di division consecutivo e il primo posto nel tabellone della AFC.

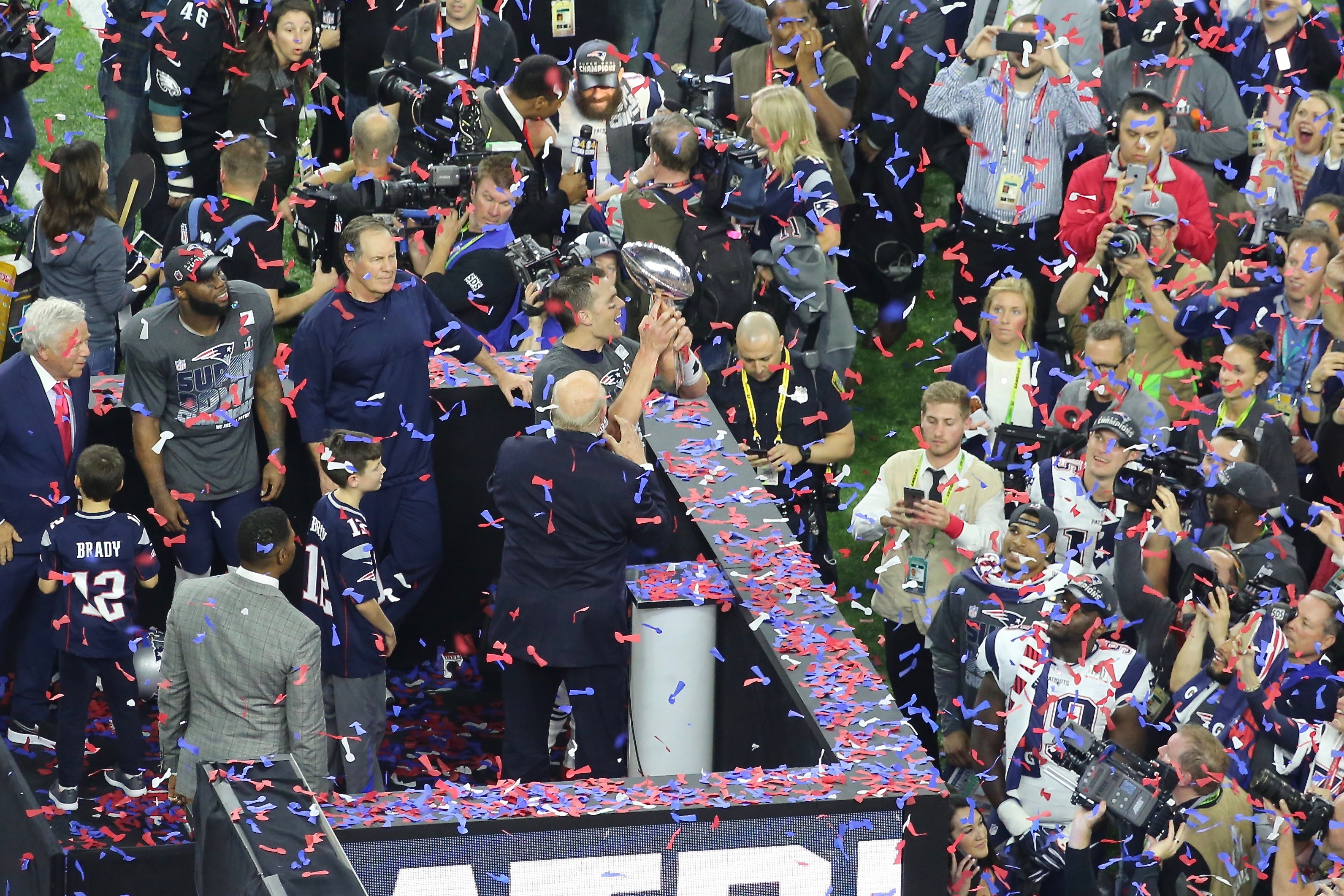
I festeggiamenti dopo la vittoria del Super Bowl LI

Nei playoff, New England ospitò i Texans nel Divisional Round. A un primo tempo equilibrato seguì un secondo dominato dai Patriots, che andarono a vincere per 34-16. Nella finale d conference, la squadra affrontò i Pittsburgh Steelers per la terza volta nell'era Brady/Belichick. La vincitrice sarebbe stata la prima squadra nella storia della NFL a raggiungere nove partecipazioni al Super Bowl. I Patriots vinsero per 36-17, qualificandosi per la finalissima.
Il 5 febbraio 2017, i Patriots affrontarono l'appena premiato MVP della NFL Matt Ryan e gli Atlanta Falcons nel Super Bowl LI. Dopo quasi tre quarti di gioco, i Patriots si trovarono in svantaggio per 28-3, in quello che apparve un vantaggio confortante per Atlanta. New England però orchestrò la maggior rimonta della storia del Super Bowl, con Brady che completò 43 passaggi su 62 per 466 yard, 2 touchdown e un intercetto, portando i suoi ad impattare l'incontro sul 28-28 nei minuti finali. Nel primo Super Bowl della storia giunto fino ai tempi supplementari, i Patriots vinsero il lancio della monetina ed ottennero il primo possesso del pallone. Brady guidò l'attacco a percorrere il campo, fino alla linea di 1 yard dei Falcons. Il running back James White corse col pallone dentro la end zone, dando ai Patriots il definitivo 34-28 e la vittoria del secondo titolo in tre stagioni. Brady fu nominato MVP del Super Bowl per la quarta volta, un nuovo primato, superando Joe Montana e Terry Bradshaw con la sua quinta vittoria del Lombardi Trophy.

### 2017: terza sconfitta nel Super Bowl
I Patriots persero diversi membri chiave prima dell'inizio della stagione, inclusi l'halfback LeGarrette Blount e il cornerback Logan Ryan. Vennero firmati il cornerback Stephon Gilmore e i running back Mike Gillislee i Rex Burkhead. Fu inoltre ottenuto in uno scambio il defensive end Kony Ealy dai Carolina Panthers.
Nel debutto stagionale contro i Kansas City Chiefs, i Patriots persero a sorpresa 42-27, nella prima vittoria degli avversari a Foxborough dal 1990. La difesa concesse 537 yard totali, il massimo dell'era Belichick. Dopo avere battuto i Saints, i Patriots affrontarono i Texans in casa nella settimana 3. Proprio come nel loro ultimo incontro nel 2016, i Patriots prevalsero con una rimonta nel quarto periodo di Brady che culminò in un passaggio da 33 yard in touchdown per il WR Brandin Cooks a meno di un minuto dal termine. Dopo una sconfitta contro i Carolina Panthers, i Patriots misero assieme un record parziale di 11-1. Nelle settimane dalla 5 alla 14, la squadra tenne gli avversari sempre al massimo a 20 punti segnati, la striscia più lunga sotto la direzione di Belichick. Nella settimana 15 a Pittsburgh, i Patriots giocarono per il miglior record della AFC. Con un'altra rimonta nel quarto periodo di Brady, New England vinse per 27-24.
Dopo avere battuto i Tennessee Titans nel divisional round dei playoff, i Patriots raggiunsero la finale di conference per il settimo anno consecutivo, andando a battere i Jacksonville Jaguars, la squadra con la miglior difesa della lega. Nel Super Bowl LII, la difesa dei Patriots sembrò quella settimana 1, forzando un solo punt per Nick Foles e l'attacco dei Philadelphia Eagles. Brady stabilì un record del Super Bowl con 505 yard passate ma ciò non fu sufficiente. Il tentativo di rimonta si chiuse nel quarto periodo quando il defensive end Brandon Graham mise a segno un sck su Brady strappandogli il pallone, che fu recuperato dagli Eagles. New England perse con un punteggio di 41-33.

### 2018: sesto Super Bowl
I Patriots iniziarono la stagione perdendo diversi giocatori, tra cui il tackle sinistro Nate Solder e il tackle destro Cameron Fleming. Persero anche il leader in yard ricevute Brandin Cooks, il running back titolare Dion Lewis e l'eore del Super Bowl XLIX Malcolm Butler. Arrivarono invece Trent Brown, il running back dei Bengals Jeremy Hill e il wide receiver Cordarrelle Patterson. Nel draft furono scelti il tackle sinistro Isaiah Wynn e il running back Sony Michel nel primo giro, oltre alla firma di Josh Gordon dopo la settimana 3.
Nella settimana 1 contro i Texans, Brady divenne il terzo quarterback nella storia della NFL all'età di 41 anni a passare un touchdown nel primo turno. Nella settimana 5 contro gli Indianapolis Colts divenne il terzo quarterback a passare 500 touchdown in carriera, il primo a riuscirvi con una sola squadra. I Patriots continuarono ad avere la meglio sugli avversari fino a una netta sconfitta contro i Tennessee Titans (ora allenatori dall'ex linebacker dei Patriots Mike Vrabel) e in seguito persero due gare consecutive contro Dolphins e Steelers, entrambe in trasferta. In corso d'opera persero Gordon, che abbandonò temporaneamente la NFL per sistemare i suoi problemi mentali. L'annata si chiuse con un record di 11–5 e la possibilità di saltare il primo turno di playoff.

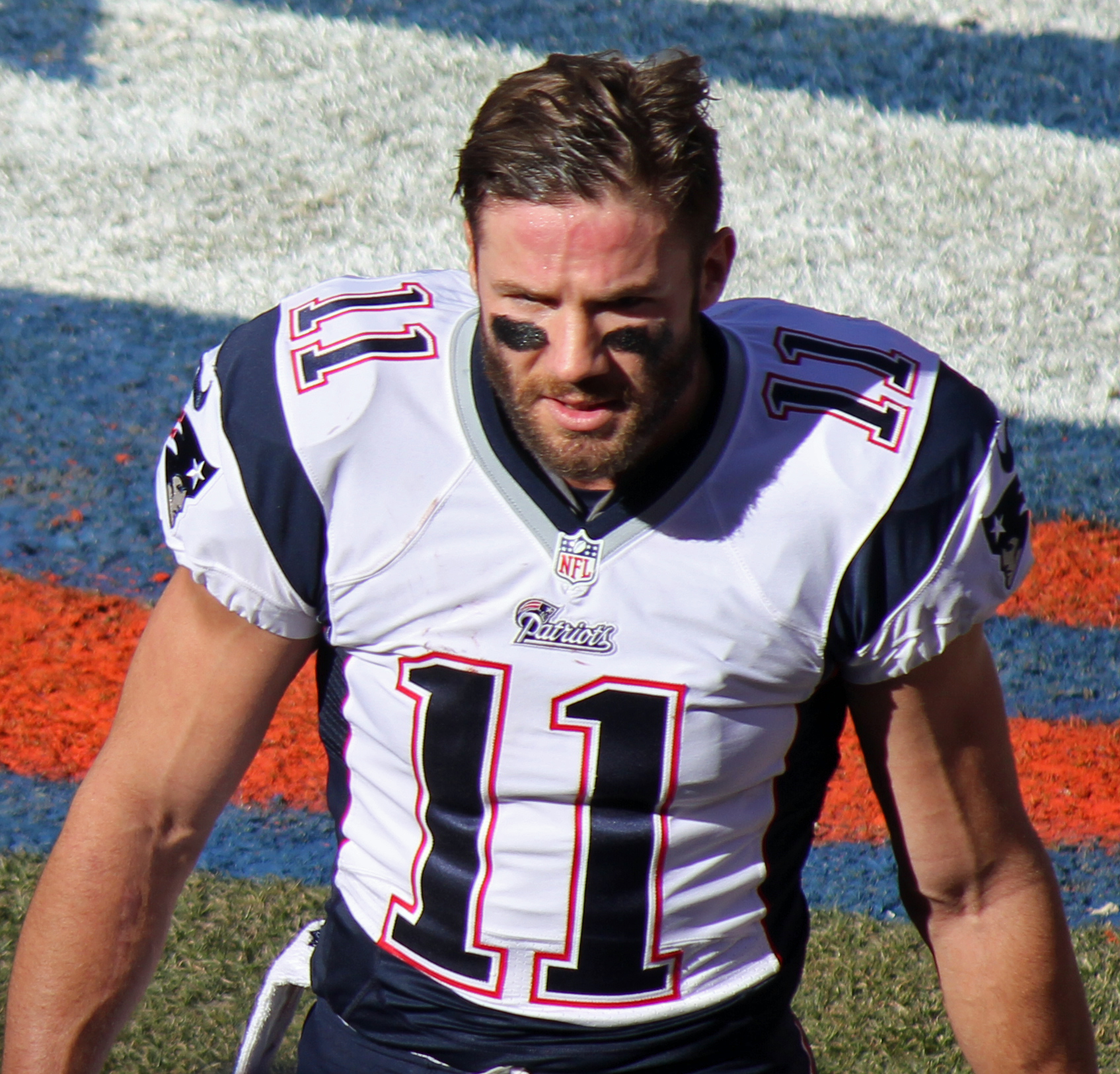
Nel 2018 Julian Edelman fu premiato come MVP del Super Bowl

I Patriots iniziarono i playoff affrontando i Los Angeles Chargers nel divisional round, vincendo con un etto 41–28, con il rookie Sony Michel che segnò tre touchdown su corsa. Nell'ottava finale della AFC consecutive affrontarono in trasferta i Chiefs guidati dall'MVP della NFL Patrick Mahomes. Brady e i Patriots conclusero il primo tempo in vantaggi per 14-0. Mahomes in seguito riuscì a rimontare, portando la sua squadra in vantaggio per 21-17 nel quarto periodo. La partita alla fine andò sul 31–31 ai tempi supplementari. I Patriots vinsero il lancio della monetina e Brady guidò i Patriots a percorrere il campo e a segnare con Rex Burkhead il touchdown su corsa della vittoria per 37–31, una vittoria di grande significato considerando le difficoltà in trasferta durante la stagione regolare. Nel Super Bowl LIII ad Atlanta, i Patriots affrontarono i Los Angeles Rams, vincendo il loro sesto Super Bowl per 13–3 nel Super Bowl con il punteggio più basso della storia. La gara rimase sul 3-3 fino al quarto periodo, quando Brady e Gronkowski connetterono per due lunghi passaggi, portando i Patriots dentro la linea delle 5 yard dei Rams, dove Sony Michel segnò l'unico touchdown della partita. Il wide receiver Julian Edelman fu premiato come MVP del Super Bowl dopo avere ricevuto 10 passaggi per 141 yard. Con il sesto Super Bowl, i Patriots raggiunsero gli Steelers per il maggior numero di vittorie di tutti i tempi.

### 2019: l'ultima stagione di Brady
Prima della stagione, Tom Brady ristrutturò il suo contratto, firmando un'estensione biennale che gli avrebbe permesso di diventare free agent alla fine della stagione 2019. New England partì bene, vincendo tutte le prime otto partite grazie a una difesa di primo piano e vittorie nette contro Steelers, Dolphins, Jets e Redskins. La striscia si concluse contro i Ravens guidati da Lamar Jackson. La squadra faticò il resto della stagione, perdendo contro Texans e Chiefs prima di vincere l'11º titolo di division con un 24–17 nella settimana 16 contro i Buffalo Bills. Per la prima volta dal 2009, tuttavia, New England non ebbe la possibilità di saltare il primo turno di playoff a causa di una sconfitta contro Miami nell'ultimo turno.
I Patriots iniziarono i play-off con il terzo record della AFC ma persero in casa contro i Titans nel turno delle wild card per 20–13. Si concluse così la caccia alla nona finale di conference consecutiva e alla quarta apparizione al Super Bowl consecutiva. Questa fu l'ultima stagione di Brady con i Patriots. Il marzo 2020 il quarterback annunciò che non avrebbe rifirmato con New England. Il 20 marzo 2020 Brady firmò un contratto biennale da 50 milioni di dollari con i Tampa Bay Buccaneers. Il 21 aprile 2020 i Patriots scambiarono i diritti sul ritirato tight end Rob Gronkowski con i Buccaneers (assieme a una scelta del settimo giro) per una scelta del quarto giro nel Draft NFL 2020.

## 2020–presente: l'era post-Brady

### 2020
Prima dell'inizio della stagione i Patriots firmarono l'ex quarterback dei Carolina Panthers per essere il loro nuovo titolare. Diversi veterani come Patrick Chung, Brandon Bolden, Marcus Cannon e Dont'a Hightower optarono per non scendere in campo nella stagione 2020 a causa dei timori legati alla pandemia di COVID-19.
Con una sconfitta nella settimana 15 contro i Dolphins i Patriots furono eliminati dalla caccia ai playoff. Fu solamente la quarta volta che ciò accadde dal 2000. Inoltre la loro striscia di stagioni con dieci o più vittorie che risaliva al 2003, un record NFL, si interruppe.

### 2021

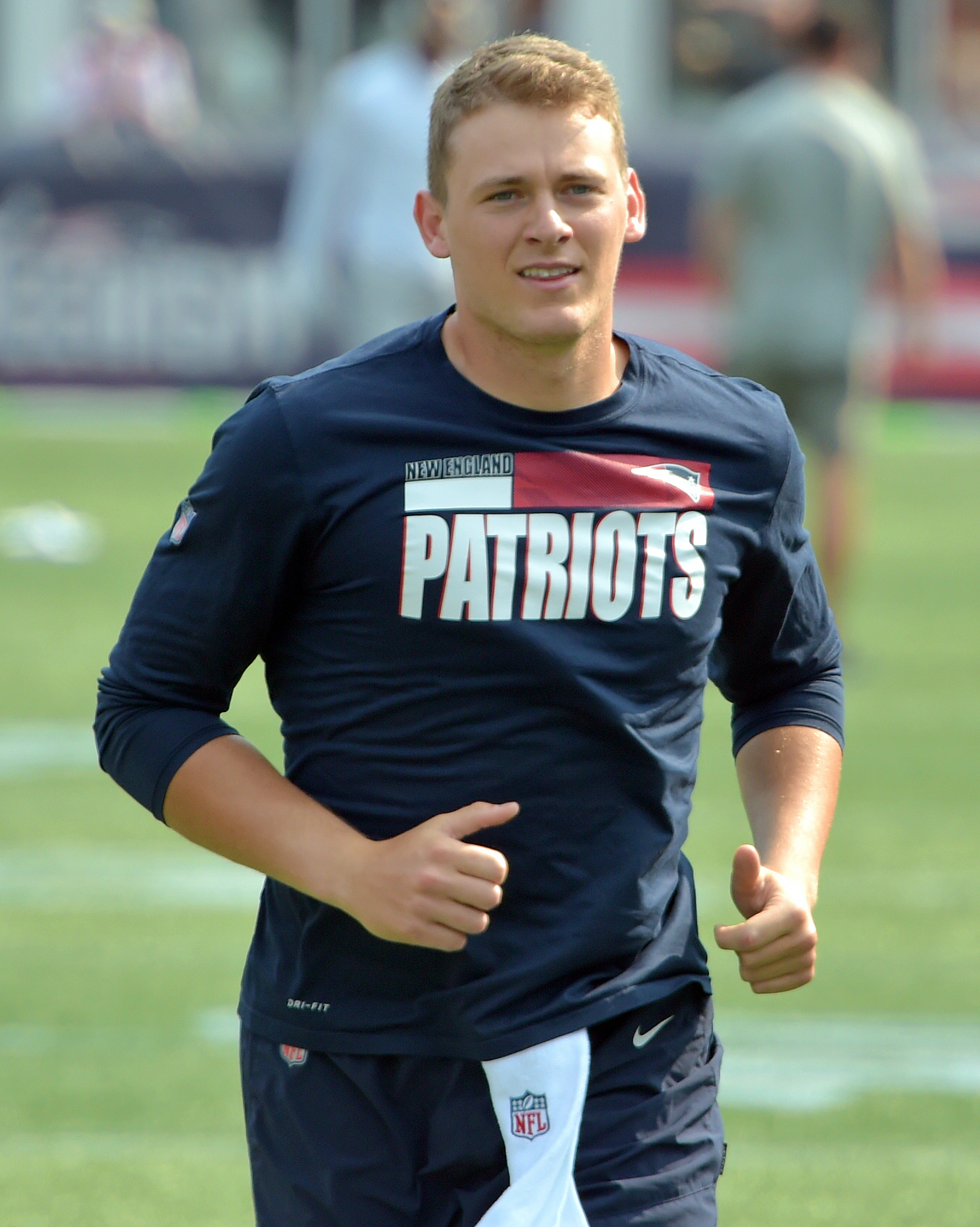
Iil quarterback Mac Jones, scelto come 15º assoluto nel 2021

La stagione 2021 iniziò con i Patriots che firmarono 11 free agent da altre squadre nella stessa giornata, inclusi Hunter Henry, Nelson Agholor, Jonnu Smith e Matthew Judon.
Il 31 agosto 2021 i Patriots svincolarono il quarterback Cam Newton, preferendogli il rookie Mac Jones che fu nominato titolare. I Patriots iniziarono la stagione con un record di 2–4, dopo di che vinsero sette gare consecutive. New England concluse con un bilancio di 10–7, centrando una wild card per i playoff, dove furono battuti dai Bills 47–17 nel primo turno, la peggior sconfitta nei playoff dell'era Belichick. Malgrado ciò, Jones stabilì diversi record di franchigia per un quarterback rookie.